# Europees kampioenschap voetbal onder 21 - 2025 (kwalificatie)

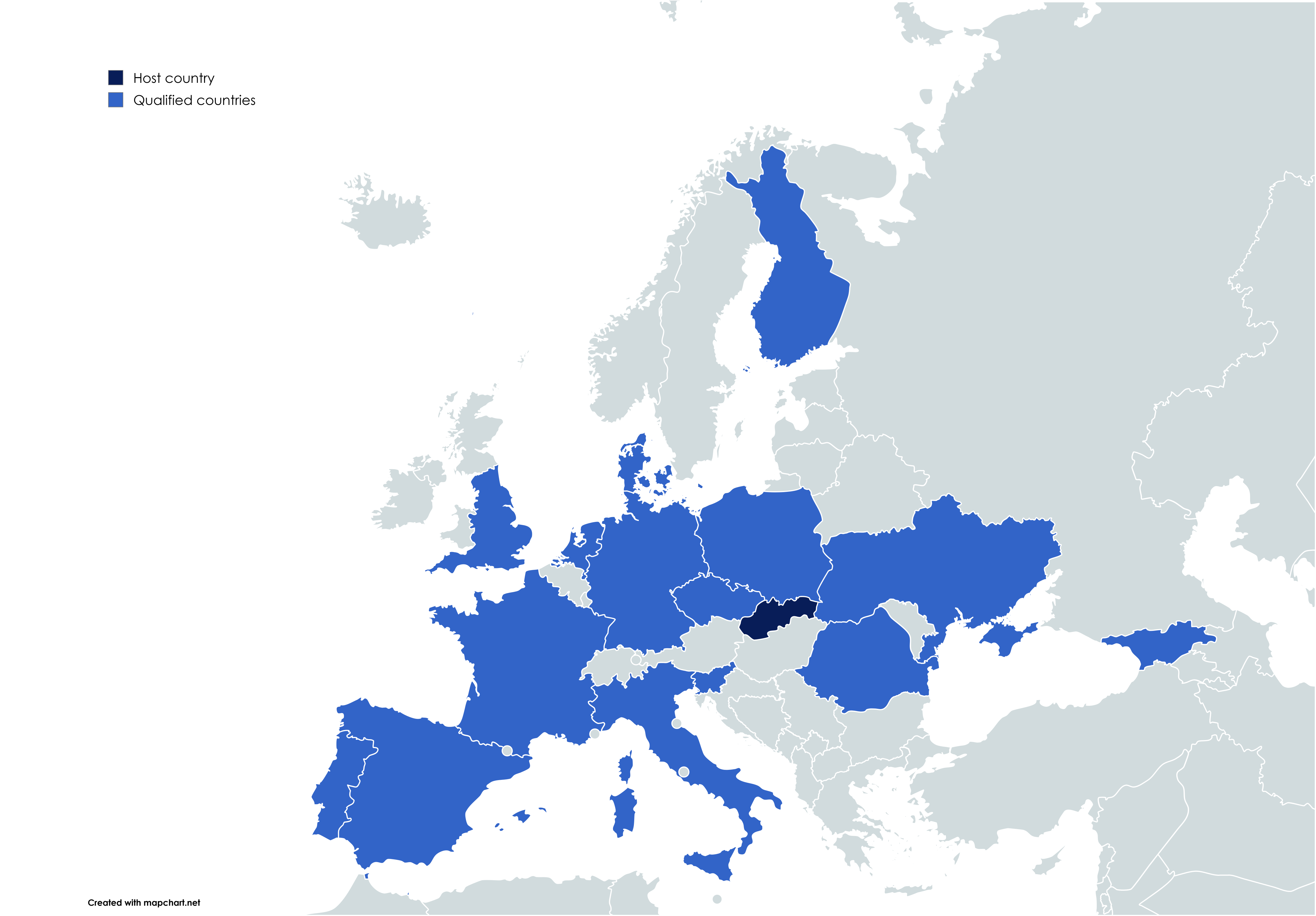
Gekwalificeerde landen

De kwalificatiewedstrijden voor het Europees kampioenschap voetbal onder 21 werden tussen 24 maart 2023 en 19 november 2024 gespeeld. Hierbij konden 15 teams zich kwalificeren voor deelname aan het hoofdtoernooi, waarvoor het gastland Slowakije al automatisch was geplaatst.
Behalve Slowakije (gastland), Liechtenstein (onder 21-elftal ontbonden tot 2025) en Rusland (geschorst vanwege de invasie van Oekraïne) deden alle overige 51 landen die bij de UEFA aangesloten zijn mee aan de kwalificatiewedstrijden. Spelers geboren op of na 1 januari 2002 waren speelgerechtigd.

## Gekwalificeerde teams
| Team       | Reden van kwalificatie      | Datum van kwalificatie | Aantal deelnames | Laatste deelname | Beste resultaat                            |
| ---------- | --------------------------- | ---------------------- | ---------------- | ---------------- | ------------------------------------------ |
| Slowakije  | Gastland                    | 25 januari 2023        | 3e               | 2017             | Vierde plaats (2000)                       |
| Nederland  | Winnaar groep C             | 9 september 2024       | 10e              | 2023             | Kampioen (2006, 2007)                      |
| Spanje     | Winnaar groep B             | 10 september 2024      | 17e              | 2023             | Kampioen (1986, 1998, 2011, 2013, 2019)    |
| Portugal   | Winnaar groep G             | 11 oktober 2024        | 11e              | 2023             | Tweede plaats (1994, 2015, 2021)           |
| Duitsland  | Winnaar groep D             | 11 oktober 2024        | 15e              | 2023             | Kampioen (1986, 1998, 2009, 2017, 2021)    |
| Denemarken | Winnaar groep I             | 11 oktober 2024        | 9e               | 2021             | Halve finale (1992, 2015)                  |
| Oekraïne   | Top drie beste nummers twee | 11 oktober 2024        | 4e               | 2023             | Tweede plaats (2006)                       |
| Engeland   | Winnaar groep F             | 12 oktober 2024        | 18e              | 2023             | Kampioen (1982, 1984, 2023)                |
| Roemenië   | Winnaar groep E             | 15 oktober 2024        | 5e               | 2023             | Halve finale (2019)                        |
| Polen      | Top drie beste nummers twee | 15 oktober 2024        | 8e               | 2019             | Kwartfinale (1982, 1984, 1986, 1992, 1994) |
| Slovenië   | Winnaar groep H             | 15 oktober 2024        | 2e               | 2021             | Groepsfase (2021)                          |
| Frankrijk  | Top drie beste nummers twee | 15 oktober 2024        | 12e              | 2023             | Kampioen (1988)                            |
| Italië     | Winnaar groep A             | 15 oktober 2024        | 23e              | 2023             | Kampioen (1992, 1994, 1996, 2000, 2004)    |
| Finland    | Winnaar play-offs           | 19 november 2024       | 2e               | 2009             | Groepsfase (2009)                          |
| Tsjechië   | Winnaar play-offs           | 19 november 2024       | 16e              | 2023             | Kampioen (2002)                            |
| Georgië    | Winnaar play-offs           | 19 november 2024       | 2e               | 2023             | Kwartfinale (2023)                         |

## Opzet
Het kwalificatietoernooi bestond uit twee rondes.
- Groepsfase: Aan deze ronde deden 52 landen mee en zij werden verdeeld in negen groepen; er waren zeven groepen met zes landen en twee groepen met vijf landen. Ieder land speelde een uit- en thuiswedstrijd tegen een ander land. De negen groepswinnaars en drie beste nummers twee (de resultaten tegen de nummer zes uit hun groep niet mee geteld) kwalificeerden zich voor het hoofdtoernooi. De overige nummers twee kwalificeerden zich voor de play-offs.
- Play-offs: Zes landen speelden in de play-offs. Deze landen werden verdeeld over drie wedstrijden en speelden een uit- en thuiswedstrijd tegen elkaar. De drie winnaars kwalificeerden zich voor het hoofdtoernooi.

### Beslissingscriteria
In de groepsfase werden de teams gerangschikt op basis van het aantal behaalde punten volgens het driepuntensysteem (3 punten voor een overwinning, 1 punt voor een gelijkspel, 0 punten bij verlies). Wanneer één of meerdere teams gelijk eindigden, werd gekeken naar de onderstaande criteria:
1. Het aantal behaalde punten in onderlinge wedstrijden tussen de gelijke teams;
2. Doelsaldo in onderlinge wedstrijden tussen de gelijke teams;
3. Aantal gescoorde doelpunten in onderlinge wedstrijden tussen de gelijke teams;
4. Aantal gescoorde uitdoelpunten in onderlinge wedstrijden tussen de gelijke teams;

Indien er nog geen onderling verschil was na bovenstaande criteria, werd gekeken naar de volgende criteria:
1. Het doelsaldo in alle groepswedstrijden;
2. Aantal gescoorde doelpunten in alle groepswedstrijden;
3. Aantal gescoorde uitdoelpunten in alle groepswedstrijden;
4. Winst in alle groepswedstrijden;
5. Uitoverwinningen in alle groepswedstrijden;
6. Disciplinaire punten (rode kaart = 3 punten, gele kaart = 1 punt, uitsluiting voor twee gele kaarten in één wedstrijd = 3 punten);
7. Positie op de UEFA-coëfficiëntenranglijst voor de loting van de kwalificatiegroepsfase.

## Speeldata
| Ronde      | Lotingsdatum    | Internationale FIFA-data            |
| ---------- | --------------- | ----------------------------------- |
| Groepsfase | 2 februari 2023 |                                     |
| Groepsfase | 2 februari 2023 | FIFA datum 1 (24–28 maart 2023)     |
| Groepsfase | 2 februari 2023 | FIFA datum 2 (15–20 juni 2023)      |
| Groepsfase | 2 februari 2023 | FIFA datum 3 (6–12 september 2023)  |
| Groepsfase | 2 februari 2023 | FIFA datum 4 (12–17 oktober 2023)   |
| Groepsfase | 2 februari 2023 | FIFA datum 5 (16–21 november 2023)  |
| Groepsfase | 2 februari 2023 | FIFA datum 6 (21–26 maart 2024)     |
| Groepsfase | 2 februari 2023 | FIFA datum 7 (5–10 september 2024)  |
| Groepsfase | 2 februari 2023 | FIFA datum 8 (10–15 oktober 2024)   |
| Play-offs  | 17 oktober 2024 | Heenwedstrijden (11 november 2024)  |
| Play-offs  | 17 oktober 2024 | Terugwedstrijden (19 november 2024) |

## Groepsfase

### Loting
De loting voor de kwalificatiegroepen vond op 2 februari 2023 plaats op het UEFA-hoofdkantoor in Nyon, Zwitserland. Elke groep bevatte één team uit de potten 1 tot en met 6, bij een groep van vijf landen waren dit de potten 1 tot en met 4. Wegens politieke redenen konden onderstaande combinaties niet in dezelfde groep worden geloot:
- Armenië en Azerbeidzjan
- Gibraltar en Spanje
- Bosnië en Herzegovina en Kosovo
- Kosovo en Servië
- Wit-Rusland en Oekraïne

| Land      |
| --------- |
| Slowakije |

| Land       |
| ---------- |
| Spanje     |
| Portugal   |
| Duitsland  |
| Frankrijk  |
| Nederland  |
| Engeland   |
| Denemarken |
| Italië     |
| Roemenië   |

| Land        |
| ----------- |
| Kroatië     |
| Zwitserland |
| België      |
| Tsjechië    |
| Polen       |
| Oekraïne    |
| Zweden      |
| Oostenrijk  |
| Ierland     |

| Land        |
| ----------- |
| Noorwegen   |
| Griekenland |
| IJsland     |
| Slovenië    |
| Israël      |
| Finland     |
| Georgië     |
| Servië      |
| Schotland   |

| Land                  |
| --------------------- |
| Bosnië en Herzegovina |
| Bulgarije             |
| Hongarije             |
| Turkije               |
| Noord-Macedonië       |
| Wales                 |
| Wit-Rusland           |
| Noord-Ierland         |
| Albanië               |

| Land         |
| ------------ |
| Kosovo       |
| Montenegro   |
| Moldavië     |
| Litouwen     |
| Faeröer      |
| Cyprus       |
| Kazachstan   |
| Azerbeidzjan |
| Letland      |

| Land       |
| ---------- |
| Malta      |
| Armenië    |
| Luxemburg  |
| Andorra    |
| Estland    |
| Gibraltar  |
| San Marino |

### Groepen

#### Groep A
| Pos | Team       | Wed | W | G | V  | Ptn | DV | DT | +/− | Kwalificatie           |       |       |       |       |       |       |       |
| --- | ---------- | --- | - | - | -- | --- | -- | -- | --- | ---------------------- | ----- | ----- | ----- | ----- | ----- | ----- | ----- |
| 1   | Italië     | 10  | 6 | 4 | 0  | 22  | 27 | 4  | +23 | Deelname hoofdtoernooi |       |       | 2 – 0 | 1 – 1 | 1 – 1 | 2 – 0 | 7 – 0 |
| 2   | Noorwegen  | 10  | 6 | 1 | 3  | 19  | 28 | 11 | +17 | Play-offs              |       | 0 – 3 |       | 3 – 2 | 5 – 1 | 7 – 0 | 4 – 0 |
| 3   | Ierland    | 10  | 5 | 4 | 1  | 19  | 24 | 12 | +12 |                        |       | 2 – 2 | 1 – 1 |       | 3 – 2 | 2 – 2 | 3 – 0 |
| 4   | Turkije    | 10  | 4 | 1 | 5  | 13  | 21 | 15 | +6  |                        | 0 – 2 | 2 – 0 | 0 – 1 |       | 3 – 0 | 5 – 0 |       |
| 5   | Letland    | 10  | 3 | 2 | 5  | 11  | 10 | 18 | −8  |                        | 0 – 0 | 0 – 1 | 1 – 2 | 2 – 1 |       | 2 – 0 |       |
| 6   | San Marino | 10  | 0 | 0 | 10 | 0   | 1  | 51 | −50 |                        | 0 – 7 | 0 – 7 | 0 – 7 | 1 – 6 | 0 – 3 |       |       |

1. 1 2  Gerangschikt op onderling aantal punten: Noorwegen 4, Ierland 1.

|                            |                     |         |                   |                                                                               |
| 20 juni 2023 18.00 (UTC+3) | Letland             | 2 – 0   | San Marino        | Slokastadion, Jūrmala Toeschouwers: 300 Scheidsrechter: Helgi Mikael Jónasson |
| 20 juni 2023 18.00 (UTC+3) | Šits 38' Melnis 86' | Verslag | 67', 90' Pasolini | Slokastadion, Jūrmala Toeschouwers: 300 Scheidsrechter: Helgi Mikael Jónasson |

|                                |            |         |                                                                                     |                                                                                |
| 7 september 2023 18.00 (UTC+2) | San Marino | 0 – 7   | Noorwegen                                                                           | Stadio Olimpico, Serrvalle Toeschouwers: 284 Scheidsrechter: Mervan Bejtullahu |
| 7 september 2023 18.00 (UTC+2) |            | Verslag | 34', 45+2', 83' Schjelderup 37' Mannsverk 45' Hansen-Aarøen 88' Karlsbakk 90+4' Edh | Stadio Olimpico, Serrvalle Toeschouwers: 284 Scheidsrechter: Mervan Bejtullahu |

|                                |         |       |        |                                                                   |
| 8 september 2023 17.00 (UTC+3) | Letland | 0 – 0 | Italië | Slokastadion, Jūrmala Toeschouwers: 348 Scheidsrechter: Snir Levy |
| 8 september 2023 17.00 (UTC+3) | Verslag |       |        | Slokastadion, Jūrmala Toeschouwers: 348 Scheidsrechter: Snir Levy |

|                                |                                                                 |         |                             |                                                                          |
| 8 september 2023 19.30 (UTC+1) | Ierland                                                         | 3 – 2   | Turkije                     | Turners Cross, Cork Toeschouwers: 3.754 Scheidsrechter: Joonas Jaanovits |
| 8 september 2023 19.30 (UTC+1) | Moran 56' Gilsenan 87' (pen.) Emakhu 90+6' Roughan 90+1', 90+9' | Verslag | 22' (pen.) Yıldız 76' Çanak | Turners Cross, Cork Toeschouwers: 3.754 Scheidsrechter: Joonas Jaanovits |

|                                 |                                                                                 |         |         |                                                                           |
| 12 september 2023 18.00 (UTC+2) | Noorwegen                                                                       | 7 – 0   | Letland | Marienlyststadion, Drammen Toeschouwers: 580 Scheidsrechter: Roman Jitari |
| 12 september 2023 18.00 (UTC+2) | Arnstad 12', 45+1', 52' (pen.) Bobb 62' Schjelderup 67' Gulliksen 83' Mvuka 90' | Verslag |         | Marienlyststadion, Drammen Toeschouwers: 580 Scheidsrechter: Roman Jitari |

|                                 |         |         |                         |                                                                             |
| 12 september 2023 19.45 (UTC+3) | Turkije | 0 – 2   | Italië                  | Kocaelistadion, İzmit Toeschouwers: 2.358 Scheidsrechter: Pierre Gaillouste |
| 12 september 2023 19.45 (UTC+3) |         | Verslag | 45+2' Miretti 79' Nasti | Kocaelistadion, İzmit Toeschouwers: 2.358 Scheidsrechter: Pierre Gaillouste |

|                                 |                                    |         |            |                                                                                  |
| 12 september 2023 19.30 (UTC+1) | Ierland                            | 3 – 0   | San Marino | Turners Cross, Cork Toeschouwers: 3.826 Scheidsrechter: Antoine Paul Chiaramonti |
| 12 september 2023 19.30 (UTC+1) | Vata 8', 45+2' Matteoni 66' (e.d.) | Verslag |            | Turners Cross, Cork Toeschouwers: 3.826 Scheidsrechter: Antoine Paul Chiaramonti |

|                               |             |         |                   |                                                                                       |
| 13 oktober 2023 15.00 (UTC+3) | Letland     | 1 – 2   | Ierland           | Zemgales Olimpiskais centrs, Jelgava Toeschouwers: 274 Scheidsrechter: Oliver Reitala |
| 13 oktober 2023 15.00 (UTC+3) | Vapne 90+2' | Verslag | 15', 57' Oko-Flex | Zemgales Olimpiskais centrs, Jelgava Toeschouwers: 274 Scheidsrechter: Oliver Reitala |

|                               |                                       |         |            |                                                                                                |
| 13 oktober 2023 19.45 (UTC+3) | Turkije                               | 5 – 0   | San Marino | Ümraniye Belediyesi Şehirstadion, Istanboel Toeschouwers: 472 Scheidsrechter: Viktor Sjimoesik |
| 13 oktober 2023 19.45 (UTC+3) | Destan 5', 37' Yardımcı 80', 82', 87' | Verslag |            | Ümraniye Belediyesi Şehirstadion, Istanboel Toeschouwers: 472 Scheidsrechter: Viktor Sjimoesik |

|                               |                      |         |              |                                                                                     |
| 17 oktober 2023 15.00 (UTC+3) | Letland              | 2 – 1   | Turkije      | Zemgales Olimpiskais centrs, Jelgava Toeschouwers: 237 Scheidsrechter: Tim Marshall |
| 17 oktober 2023 15.00 (UTC+3) | Vapne 25' Melnis 79' | Verslag | 14' Yardımcı | Zemgales Olimpiskais centrs, Jelgava Toeschouwers: 237 Scheidsrechter: Tim Marshall |

|                               |                           |         |           |                                                                           |
| 17 oktober 2023 17.45 (UTC+2) | Italië                    | 2 – 0   | Noorwegen | Stadio Druso, Bolzano Toeschouwers: 4.627 Scheidsrechter: Jonathan Lardot |
| 17 oktober 2023 17.45 (UTC+2) | Baldanzi 25' Esposito 46' | Verslag |           | Stadio Druso, Bolzano Toeschouwers: 4.627 Scheidsrechter: Jonathan Lardot |

|                                |            |         |                                                                                  |                                                                             |
| 16 november 2023 18.30 (UTC+1) | San Marino | 0 – 7   | Italië                                                                           | Stadio Olimpico, Serravalle Toeschouwers: 1.185 Scheidsrechter: Joni Hyytiä |
| 16 november 2023 18.30 (UTC+1) |            | Verslag | 5' Pirola 30', 39' Gnonto 46' Volpato 53' Fabbian 62' (pen.) Esposito 83' Bianco | Stadio Olimpico, Serravalle Toeschouwers: 1.185 Scheidsrechter: Joni Hyytiä |

|                                |                                          |         |                          |                                                                             |
| 17 november 2023 18.00 (UTC+1) | Noorwegen                                | 3 – 2   | Ierland                  | Marienlyststadion, Drammen Toeschouwers: 566 Scheidsrechter: Walter Altmann |
| 17 november 2023 18.00 (UTC+1) | Opsahl 20' Arnstad 74' (pen.) Nordås 77' | Verslag | 37' Emakhu 53' Armstrong | Marienlyststadion, Drammen Toeschouwers: 566 Scheidsrechter: Walter Altmann |

|                                |                        |         |           |                                                                                  |
| 21 november 2023 19.45 (UTC+3) | Turkije                | 2 – 0   | Noorwegen | Kırbıyık Holdingstadion, Alanya Toeschouwers: 457 Scheidsrechter: Denys Sjoerman |
| 21 november 2023 19.45 (UTC+3) | Çanak 30' Yardımcı 64' | Verslag |           | Kırbıyık Holdingstadion, Alanya Toeschouwers: 457 Scheidsrechter: Denys Sjoerman |

|                              |                            |         |                            |                                                                        |
| 21 november 2023 17.30 (UTC) | Ierland                    | 2 – 2   | Italië                     | Turners Cross, Cork Toeschouwers: 6.157 Scheidsrechter: Lionel Tschudi |
| 21 november 2023 17.30 (UTC) | Phillips 31' Armstrong 47' | Verslag | 45+1' (pen.), 90+6' Gnonto | Turners Cross, Cork Toeschouwers: 6.157 Scheidsrechter: Lionel Tschudi |

|                             |            |         |                                                                                |                                                                                 |
| 22 maart 2024 18.00 (UTC+1) | San Marino | 0 – 7   | Ierland                                                                        | Stadio Olimpico, Serrvalle Toeschouwers: 213 Scheidsrechter: Viktor Kopijevskyj |
| 22 maart 2024 18.00 (UTC+1) |            | Verslag | 26' Armstrong 53' Moran 57' (e.d.) Benvenuti 62', 64', 90+2' Vata 73' Oko-Flex | Stadio Olimpico, Serrvalle Toeschouwers: 213 Scheidsrechter: Viktor Kopijevskyj |

|                             |                         |         |         |                                                                                 |
| 22 maart 2024 18.15 (UTC+1) | Italië                  | 2 – 0   | Letland | Stadio Dino Manuzzi, Cesena Toeschouwers: 4.315 Scheidsrechter: Philip Farrugia |
| 22 maart 2024 18.15 (UTC+1) | Casadei 32' Fabbian 79' | Verslag |         | Stadio Dino Manuzzi, Cesena Toeschouwers: 4.315 Scheidsrechter: Philip Farrugia |

|                             |                                               |         |            |                                                                          |
| 26 maart 2024 17.00 (UTC+1) | Noorwegen                                     | 4 – 0   | San Marino | Vikingstadion, Stavanger Toeschouwers: 510 Scheidsrechter: Daniyar Sakhi |
| 26 maart 2024 17.00 (UTC+1) | Hansen-Aarøen 6', 61' Østrøm 49' Aasgaard 89' | Verslag |            | Vikingstadion, Stavanger Toeschouwers: 510 Scheidsrechter: Daniyar Sakhi |

|                             |              |         |                |                                                                                  |
| 26 maart 2024 18.15 (UTC+1) | Italië       | 1 – 1   | Turkije        | Stadio Paolo Mazza, Ferrara Toeschouwers: 3.921 Scheidsrechter: César Soto Grado |
| 26 maart 2024 18.15 (UTC+1) | Ghilardi 50' | Verslag | 90+1' Kılıçsoy | Stadio Paolo Mazza, Ferrara Toeschouwers: 3.921 Scheidsrechter: César Soto Grado |

|                                |         |         |                    |                                                                          |
| 5 september 2024 17.00 (UTC+3) | Letland | 0 – 1   | Noorwegen          | Slokastadion, Jūrmala Toeschouwers: 243 Scheidsrechter: Joonas Jaanovits |
| 5 september 2024 17.00 (UTC+3) |         | Verslag | 54' (pen.) Arnstad | Slokastadion, Jūrmala Toeschouwers: 243 Scheidsrechter: Joonas Jaanovits |

|                                |                                                                         |         |            |                                                                                    |
| 5 september 2024 16.45 (UTC+2) | Italië                                                                  | 7 – 0   | San Marino | Stadio Domenico Francioni, Latina Toeschouwers: 3.144 Scheidsrechter: Marek Radina |
| 5 september 2024 16.45 (UTC+2) | Bove 35' Matteoni 38' (e.d.) Esposito 58', 76', 78', 90+1' Raimondo 81' | Verslag |            | Stadio Domenico Francioni, Latina Toeschouwers: 3.144 Scheidsrechter: Marek Radina |

|                                |         |         |            |                                                                               |
| 6 september 2024 19.45 (UTC+3) | Turkije | 0 – 1   | Ierland    | Esenlerstadion, Istanboel Toeschouwers: 2.188 Scheidsrechter: Amin Koergcheli |
| 6 september 2024 19.45 (UTC+3) |         | Verslag | 84' Curtis | Esenlerstadion, Istanboel Toeschouwers: 2.188 Scheidsrechter: Amin Koergcheli |

|                                 |                           |         |                             |                                                                         |
| 10 september 2024 17.00 (UTC+1) | Ierland                   | 2 – 2   | Letland                     | Tallaght Stadium, Dublin Toeschouwers: 953 Scheidsrechter: Stefan Ebner |
| 10 september 2024 17.00 (UTC+1) | Armstrong 16' Roughan 65' | Verslag | 42' Anmanis 63' Patrikejevs | Tallaght Stadium, Dublin Toeschouwers: 953 Scheidsrechter: Stefan Ebner |

|                                 |           |         |                        |                                                                          |
| 10 september 2024 18.30 (UTC+2) | Noorwegen | 0 – 3   | Italië                 | Vikingstadion, Stavanger Toeschouwers: 2.141 Scheidsrechter: Gergő Bogár |
| 10 september 2024 18.30 (UTC+2) |           | Verslag | 10', 72', 80' Baldanzi | Vikingstadion, Stavanger Toeschouwers: 2.141 Scheidsrechter: Gergő Bogár |

|                                 |                         |         |                                                                         |                                                                                  |
| 10 september 2024 20.30 (UTC+2) | San Marino              | 1 – 6   | Turkije                                                                 | Stadio Olimpico, Serrvalle Toeschouwers: 283 Scheidsrechter: Matthew De Gabriele |
| 10 september 2024 20.30 (UTC+2) | M. Ciacci 16' Amici 82' | Verslag | 9' (pen.), 14' Elmaz 32' (pen.) Burcu 36' Çanak 45' İnce 90+1' Ortakaya | Stadio Olimpico, Serrvalle Toeschouwers: 283 Scheidsrechter: Matthew De Gabriele |

|                               |                                     |         |         |                                                                                        |
| 11 oktober 2024 19.30 (UTC+3) | Turkije                             | 3 – 0   | Letland | Atatürk Olympisch Stadion, Istanboel Toeschouwers: 2.453 Scheidsrechter: Daniyar Sakhi |
| 11 oktober 2024 19.30 (UTC+3) | Yardımcı 35' Elmaz 56' Yıldırım 65' | Verslag |         | Atatürk Olympisch Stadion, Istanboel Toeschouwers: 2.453 Scheidsrechter: Daniyar Sakhi |

|                               |             |         |                   |                                                                               |
| 11 oktober 2024 19.00 (UTC+1) | Ierland     | 1 – 1   | Noorwegen         | Turners Cross, Cork Toeschouwers: 5.754 Scheidsrechter: Javier Alberola Rojas |
| 11 oktober 2024 19.00 (UTC+1) | Roughan 75' | Verslag | 90+3' Schjelderup | Turners Cross, Cork Toeschouwers: 5.754 Scheidsrechter: Javier Alberola Rojas |

|                               |             |         |           |                                                                             |
| 15 oktober 2024 18.30 (UTC+2) | Italië      | 1 – 1   | Ierland   | Stadio del Conero, Triëst Toeschouwers: 1.730 Scheidsrechter: Adam Ladebäck |
| 15 oktober 2024 18.30 (UTC+2) | Casadei 23' | Verslag | 66' Moran | Stadio del Conero, Triëst Toeschouwers: 1.730 Scheidsrechter: Adam Ladebäck |

|                               |                                                              |         |             |                                                                             |
| 15 oktober 2024 18.30 (UTC+2) | Noorwegen                                                    | 5 – 1   | Turkije     | Vikingstadion, Stavanger Toeschouwers: 1.146 Scheidsrechter: Lothar D'hondt |
| 15 oktober 2024 18.30 (UTC+2) | Arnstad 20' (pen.) Nordås 33' Schjelderup 53', 68' Egeli 61' | Verslag | 90+2' Akman | Vikingstadion, Stavanger Toeschouwers: 1.146 Scheidsrechter: Lothar D'hondt |

|                               |            |         |                               |                                                                            |
| 15 oktober 2024 18.30 (UTC+2) | San Marino | 0 – 3   | Letland                       | Stadio Olimpico, Serrvalle Toeschouwers: 160 Scheidsrechter: Martin Matoša |
| 15 oktober 2024 18.30 (UTC+2) |            | Verslag | 26' Vientiess 39', 52' Meļķis | Stadio Olimpico, Serrvalle Toeschouwers: 160 Scheidsrechter: Martin Matoša |

#### Groep B
| Pos | Team       | Wed | W | G | V  | Ptn | DV | DT | +/− | Kwalificatie           |       |       |       |       |       |       |       |
| --- | ---------- | --- | - | - | -- | --- | -- | -- | --- | ---------------------- | ----- | ----- | ----- | ----- | ----- | ----- | ----- |
| 1   | Spanje     | 10  | 9 | 1 | 0  | 28  | 28 | 5  | +23 | Deelname hoofdtoernooi |       |       | 1 – 0 | 1 – 0 | 2 – 0 | 4 – 3 | 6 – 0 |
| 2   | België     | 10  | 6 | 1 | 3  | 19  | 13 | 6  | +7  | Play-offs              |       | 1 – 1 |       | 0 – 2 | 0 – 1 | 1 – 0 | 3 – 1 |
| 3   | Schotland  | 10  | 5 | 1 | 4  | 16  | 19 | 11 | +8  |                        |       | 1 – 2 | 0 – 2 |       | 3 – 1 | 4 – 1 | 2 – 1 |
| 4   | Hongarije  | 10  | 5 | 1 | 4  | 16  | 12 | 8  | +4  |                        | 0 – 1 | 0 – 1 | 0 – 0 |       | 2 – 0 | 2 – 1 |       |
| 5   | Kazachstan | 10  | 3 | 0 | 7  | 9   | 13 | 24 | −11 |                        | 0 – 4 | 0 – 3 | 3 – 2 | 0 – 3 |       | 4 – 1 |       |
| 6   | Malta      | 10  | 0 | 0 | 10 | 0   | 4  | 35 | −31 |                        | 0 – 6 | 0 – 2 | 0 – 5 | 0 – 3 | 0 – 2 |       |       |

1. 1 2  Gerangschikt op onderling aantal punten: Schotland 4, Hongarije 1.

|                                |                           |         |            |                                                                                 |
| 7 september 2023 17.45 (UTC+2) | Hongarije                 | 2 – 0   | Kazachstan | Szent Gellért Fórum, Szeged Toeschouwers: 1.326 Scheidsrechter: Amin Koergcheli |
| 7 september 2023 17.45 (UTC+2) | M. Kovács 10' Eördögh 89' | Verslag |            | Szent Gellért Fórum, Szeged Toeschouwers: 1.326 Scheidsrechter: Amin Koergcheli |

|                                |       |         |                                                                  |                                                                             |
| 8 september 2023 20.45 (UTC+2) | Malta | 0 – 6   | Spanje                                                           | Tony Bezzinastadion, Paola Toeschouwers: 492 Scheidsrechter: Lionel Tschudi |
| 8 september 2023 20.45 (UTC+2) |       | Verslag | 5' D. López 14', 18' Veiga 49' Akhomach 70' Torre 72' Turrientes | Tony Bezzinastadion, Paola Toeschouwers: 492 Scheidsrechter: Lionel Tschudi |

|                                 |             |         |            |                                                                                            |
| 11 september 2023 20.00 (UTC+2) | België      | 1 – 0   | Kazachstan | King Power at Den Dreef Stadion, Heverlee Toeschouwers: 740 Scheidsrechter: Kaspar Sjöberg |
| 11 september 2023 20.00 (UTC+2) | Olaigbe 77' | Verslag |            | King Power at Den Dreef Stadion, Heverlee Toeschouwers: 740 Scheidsrechter: Kaspar Sjöberg |

|                                 |                |         |           |                                                                               |
| 11 september 2023 21.00 (UTC+2) | Spanje         | 1 – 0   | Schotland | Nuevo La Victoria, Jaén Toeschouwers: 9.453 Scheidsrechter: Þorvaldur Árnason |
| 11 september 2023 21.00 (UTC+2) | Turrientes 83' | Verslag |           | Nuevo La Victoria, Jaén Toeschouwers: 9.453 Scheidsrechter: Þorvaldur Árnason |

|                                 |       |         |                              |                                                                           |
| 12 september 2023 17.45 (UTC+2) | Malta | 0 – 3   | Hongarije                    | Tony Bezzinastadion, Paola Toeschouwers: 124 Scheidsrechter: Marek Radina |
| 12 september 2023 17.45 (UTC+2) |       | Verslag | 3', 41' Kocsis 85' M. Kovács | Tony Bezzinastadion, Paola Toeschouwers: 124 Scheidsrechter: Marek Radina |

|                               |       |         |                        |                                                                                 |
| 13 oktober 2023 18.00 (UTC+2) | Malta | 0 – 2   | België                 | Tony Bezzinastadion, Paola Toeschouwers: 167 Scheidsrechter: Dzmitry Dzmitryieu |
| 13 oktober 2023 18.00 (UTC+2) |       | Verslag | 75' Olaigbe 90' Engels | Tony Bezzinastadion, Paola Toeschouwers: 167 Scheidsrechter: Dzmitry Dzmitryieu |

|                               |                                                    |         |               |                                                                     |
| 13 oktober 2023 19.00 (UTC+1) | Schotland                                          | 3 – 1   | Hongarije     | Fir Park, Motherwell Toeschouwers: 1.810 Scheidsrechter: Joey Kooij |
| 13 oktober 2023 19.00 (UTC+1) | Bowie 2', 7' Doak 32' (pen.) Johnston 90+6', 90+8' | Verslag | 43' B. Kovács | Fir Park, Motherwell Toeschouwers: 1.810 Scheidsrechter: Joey Kooij |

|                               |            |         |                                                     |                                                                         |
| 17 oktober 2023 19.30 (UTC+6) | Kazachstan | 0 – 4   | Spanje                                              | Astana Arena, Astana Toeschouwers: 5.778 Scheidsrechter: Walter Altmann |
| 17 oktober 2023 19.30 (UTC+6) |            | Verslag | 11' F. López 54' D. López 57' Pérez 90+1' Omorodion | Astana Arena, Astana Toeschouwers: 5.778 Scheidsrechter: Walter Altmann |

|                               |           |         |             |                                                                                       |
| 17 oktober 2023 17.45 (UTC+2) | Hongarije | 0 – 1   | België      | Szusza Ferencstadion, Boedapest Toeschouwers: 1.311 Scheidsrechter: Krzysztof Jakubik |
| 17 oktober 2023 17.45 (UTC+2) |           | Verslag | 72' Olaigbe | Szusza Ferencstadion, Boedapest Toeschouwers: 1.311 Scheidsrechter: Krzysztof Jakubik |

|                               |                     |         |                   |                                                                        |
| 17 oktober 2023 17.30 (UTC+1) | Schotland           | 2 – 1   | Malta             | Fir Park, Motherwell Toeschouwers: 1.347 Scheidsrechter: Marcel Bîrsan |
| 17 oktober 2023 17.30 (UTC+1) | Lowry 32' Bowie 82' | Verslag | 52' (pen.) Zammit | Fir Park, Motherwell Toeschouwers: 1.347 Scheidsrechter: Marcel Bîrsan |

|                                |       |         |                             |                                                                                       |
| 16 november 2023 18.00 (UTC+1) | Malta | 0 – 2   | Kazachstan                  | Tony Bezzinastadion, Paola Toeschouwers: 142 Scheidsrechter: Antoine Paul Chiaramonti |
| 16 november 2023 18.00 (UTC+1) |       | Verslag | 52' Abdoella 71' Kasaboelat | Tony Bezzinastadion, Paola Toeschouwers: 142 Scheidsrechter: Antoine Paul Chiaramonti |

|                                |        |         |                        |                                                                       |
| 17 november 2023 20.00 (UTC+1) | België | 0 – 2   | Schotland              | Schiervelde, Roeselare Toeschouwers: 489 Scheidsrechter: Marek Radina |
| 17 november 2023 20.00 (UTC+1) |        | Verslag | 13' Mullen 31' Cameron | Schiervelde, Roeselare Toeschouwers: 489 Scheidsrechter: Marek Radina |

|                                |                      |         |           |                                                                                     |
| 17 november 2023 21.00 (UTC+1) | Spanje               | 2 – 0   | Hongarije | Estadio Nuevo Colombino, Huelva Toeschouwers: 12.857 Scheidsrechter: Jarred Gillett |
| 17 november 2023 21.00 (UTC+1) | Martin 36' Torre 67' | Verslag |           | Estadio Nuevo Colombino, Huelva Toeschouwers: 12.857 Scheidsrechter: Jarred Gillett |

|                                |                   |         |               |                                                                                         |
| 21 november 2023 20.00 (UTC+1) | België            | 1 – 1   | Spanje        | King Power at Den Dreef Stadion, Heverlee Toeschouwers: 1.558 Scheidsrechter: Dario Bel |
| 21 november 2023 20.00 (UTC+1) | Engels 64' (pen.) | Verslag | 66' Omorodion | King Power at Den Dreef Stadion, Heverlee Toeschouwers: 1.558 Scheidsrechter: Dario Bel |

|                                |           |       |           |                                                                                         |
| 21 november 2023 20.00 (UTC+1) | Hongarije | 0 – 0 | Schotland | Hidegkuti Nándorstadion, Boedapest Toeschouwers: 1.013 Scheidsrechter: Viktor Sjimoesik |
| 21 november 2023 20.00 (UTC+1) | Verslag   |       |           | Hidegkuti Nándorstadion, Boedapest Toeschouwers: 1.013 Scheidsrechter: Viktor Sjimoesik |

|                             |                                         |         |                   |                                                                                       |
| 21 maart 2024 20.00 (UTC+1) | België                                  | 3 – 1   | Malta             | King Power at Den Dreef Stadion, Heverlee Toeschouwers: 786 Scheidsrechter: Genc Nuza |
| 21 maart 2024 20.00 (UTC+1) | Vermant 40' Steuckers 47' Olaigbe 90+1' | Verslag | 62' (pen.) Zammit | King Power at Den Dreef Stadion, Heverlee Toeschouwers: 786 Scheidsrechter: Genc Nuza |

|                           |                                                    |         |                      |                                                                             |
| 21 maart 2024 19.00 (UTC) | Schotland                                          | 4 – 1   | Kazachstan           | St. Mirren Park, Paisley Toeschouwers: 1.022 Scheidsrechter: Sven Jablonski |
| 21 maart 2024 19.00 (UTC) | Doig 19' Cameron 24' Conway 38' (pen.) Fiorini 55' | Verslag | 68' (pen.) Troefanov | St. Mirren Park, Paisley Toeschouwers: 1.022 Scheidsrechter: Sven Jablonski |

|                             |            |         |                                          |                                                                                    |
| 26 maart 2024 19.00 (UTC+5) | Kazachstan | 0 – 3   | Hongarije                                | Centraalstadion, Almaty Toeschouwers: 9.270 Scheidsrechter: Vitālijs Spasjoņņikovs |
| 26 maart 2024 19.00 (UTC+5) |            | Verslag | 34' Kosznovszky 48' Kerezsi 90+3' Bényei | Centraalstadion, Almaty Toeschouwers: 9.270 Scheidsrechter: Vitālijs Spasjoņņikovs |

|                             |            |         |        |                                                                                                  |
| 26 maart 2024 19.00 (UTC+1) | Spanje     | 1 – 0   | België | Estadio de los Juegos Mediterráneos, Almería Toeschouwers: 5.927 Scheidsrechter: Nenad Minaković |
| 26 maart 2024 19.00 (UTC+1) | Joseph 88' | Verslag |        | Estadio de los Juegos Mediterráneos, Almería Toeschouwers: 5.927 Scheidsrechter: Nenad Minaković |

|                                |                                                          |         |                                   |                                                                             |
| 5 september 2024 18.00 (UTC+5) | Kazachstan                                               | 4 – 1   | Malta                             | FC Kairat Academy, Almaty Toeschouwers: 225 Scheidsrechter: Andreas Argyrou |
| 5 september 2024 18.00 (UTC+5) | Sviridov 28', 80' Abdoella 50' Zjoemachanov 90+1' (pen.) | Verslag | 71' (pen.) Zammit 38', 78' Bondin | FC Kairat Academy, Almaty Toeschouwers: 225 Scheidsrechter: Andreas Argyrou |

|                                |            |         |                        |                                                                               |
| 6 september 2024 19.00 (UTC+1) | Schotland  | 1 – 2   | Spanje                 | Tynecastle Park, Edinburgh Toeschouwers: 2.558 Scheidsrechter: Jakob Sundberg |
| 6 september 2024 19.00 (UTC+1) | Mebude 62' | Verslag | 59' Huijsen 69' Joseph | Tynecastle Park, Edinburgh Toeschouwers: 2.558 Scheidsrechter: Jakob Sundberg |

|                                 |                   |         |                                   |                                                                        |
| 10 september 2024 19.00 (UTC+5) | Kazachstan        | 0 – 3   | België                            | Centraalstadion, Almaty Toeschouwers: 911 Scheidsrechter: Florian Lata |
| 10 september 2024 19.00 (UTC+5) | Litosh 73', 90+3' | Verslag | 9' Sylla 36' Sardella 90+4' Mokio | Centraalstadion, Almaty Toeschouwers: 911 Scheidsrechter: Florian Lata |

|                                 |           |         |             |                                                                                  |
| 10 september 2024 17.45 (UTC+2) | Hongarije | 0 – 1   | Spanje      | Széktóistadion, Kecskemét Toeschouwers: 2.113 Scheidsrechter: Robert Ian Jenkins |
| 10 september 2024 17.45 (UTC+2) |           | Verslag | 20' Navarro | Széktóistadion, Kecskemét Toeschouwers: 2.113 Scheidsrechter: Robert Ian Jenkins |

|                                 |       |         |                                                               |                                                                            |
| 10 september 2024 18.30 (UTC+2) | Malta | 0 – 5   | Schotland                                                     | Ta' Qalistadion, Ta' Qali Toeschouwers: 238 Scheidsrechter: Edgars Maļcevs |
| 10 september 2024 18.30 (UTC+2) |       | Verslag | 3' (e.d.) Ellul 9' Murray 17' Mulligan 56' Miller 82' Neilson | Ta' Qalistadion, Ta' Qali Toeschouwers: 238 Scheidsrechter: Edgars Maļcevs |

|                               |                       |         |                   |                                                                                        |
| 10 oktober 2024 20.00 (UTC+2) | Hongarije             | 2 – 1   | Malta             | Hidegkuti Nándorstadion, Boedapest Toeschouwers: 953 Scheidsrechter: Mervan Bejtullahu |
| 10 oktober 2024 20.00 (UTC+2) | Németh 13' Gruber 25' | Verslag | 48' (pen.) Zammit | Hidegkuti Nándorstadion, Boedapest Toeschouwers: 953 Scheidsrechter: Mervan Bejtullahu |

|                               |                                     |         |                                  | |
| 10 oktober 2024 20.30 (UTC+2) | Spanje                              | 4 – 3   | Kazachstan                       | Estadio Municipal de La Línea de la Concepción, Cádiz Toeschouwers: 2.347 Scheidsrechter: Maria Sole Ferrieri Caputi |
| 10 oktober 2024 20.30 (UTC+2) | Joseph 15', 23', 44' Turrientes 20' | Verslag | 12', 67' Kenjebek 76' Ankoedinov | Estadio Municipal de La Línea de la Concepción, Cádiz Toeschouwers: 2.347 Scheidsrechter: Maria Sole Ferrieri Caputi |

|                               |           |         |                    |                                                                                |
| 11 oktober 2024 19.00 (UTC+1) | Schotland | 0 – 2   | België             | Tynecastle Park, Edinburgh Toeschouwers: 2.103 Scheidsrechter: Miguel Nogueira |
| 11 oktober 2024 19.00 (UTC+1) |           | Verslag | 72', 90+2' Stassin | Tynecastle Park, Edinburgh Toeschouwers: 2.103 Scheidsrechter: Miguel Nogueira |

|                               |                                                       |         |       |                                                                                      |
| 15 oktober 2024 17.00 (UTC+2) | Spanje                                                | 6 – 0   | Malta | Estadio Nuevo Mirador, Algeciras Toeschouwers: 2.125 Scheidsrechter: Georgi Gintsjev |
| 15 oktober 2024 17.00 (UTC+2) | Omorodion 5', 37', 39', 45+1' Peque 54' Fernández 76' | Verslag |       | Estadio Nuevo Mirador, Algeciras Toeschouwers: 2.125 Scheidsrechter: Georgi Gintsjev |

|                               |        |         |                  | |
| 15 oktober 2024 18.00 (UTC+2) | België | 0 – 1   | Hongarije        | King Power at Den Dreef Stadion, Heverlee Toeschouwers: 962 Scheidsrechter: Chrysovalantis Theouli |
| 15 oktober 2024 18.00 (UTC+2) |        | Verslag | 9' (pen.) Németh | King Power at Den Dreef Stadion, Heverlee Toeschouwers: 962 Scheidsrechter: Chrysovalantis Theouli |

|                               |                                                    |         |                                  |                                                                      |
| 15 oktober 2024 21.00 (UTC+5) | Kazachstan                                         | 3 – 2   | Schotland                        | Centraalstadion, Almaty Toeschouwers: 578 Scheidsrechter: Alan Kijas |
| 15 oktober 2024 21.00 (UTC+5) | Abdoella 30' Zjoemachanov 66' (pen.) Troefanov 74' | Verslag | 61' Miller 64' Murray 85' Mullen | Centraalstadion, Almaty Toeschouwers: 578 Scheidsrechter: Alan Kijas |

#### Groep C
| Pos | Team            | Wed | W  | G | V | Ptn | DV | DT | +/− | Kwalificatie           |       |       |       |       |       |       |       |
| --- | --------------- | --- | -- | - | - | --- | -- | -- | --- | ---------------------- | ----- | ----- | ----- | ----- | ----- | ----- | ----- |
| 1   | Nederland       | 10  | 10 | 0 | 0 | 30  | 32 | 3  | +29 | Deelname hoofdtoernooi |       |       | 3 – 1 | 3 – 0 | 5 – 0 | 3 – 0 | 1 – 0 |
| 2   | Georgië         | 10  | 6  | 1 | 3 | 19  | 14 | 10 | +4  | Play-offs              |       | 0 – 3 |       | 0 – 0 | 2 – 1 | 3 – 0 | 2 – 0 |
| 3   | Zweden          | 10  | 5  | 2 | 3 | 17  | 25 | 10 | +15 |                        |       | 2 – 4 | 3 – 2 |       | 0 – 1 | 4 – 0 | 9 – 0 |
| 4   | Noord-Macedonië | 10  | 4  | 0 | 6 | 12  | 8  | 15 | −7  |                        | 0 – 2 | 0 – 1 | 0 – 2 |       | 2 – 1 | 1 – 0 |       |
| 5   | Moldavië        | 10  | 2  | 1 | 7 | 7   | 7  | 20 | −13 |                        | 0 – 3 | 0 – 1 | 0 – 0 | 2 – 1 |       | 1 – 2 |       |
| 6   | Gibraltar       | 10  | 1  | 0 | 9 | 3   | 3  | 31 | −28 |                        | 0 – 5 | 0 – 2 | 0 – 5 | 0 – 2 | 1 – 3 |       |       |

|                            |           |         |                                   |                                                                             |
| 15 juni 2023 13.00 (UTC+2) | Gibraltar | 1 – 3   | Moldavië                          | Victoriastadion, Gibraltar Toeschouwers: 637 Scheidsrechter: Jasmin Šabotić |
| 15 juni 2023 13.00 (UTC+2) | Borge 3'  | Verslag | 27' (pen.) Borș 31', 67' Răileanu | Victoriastadion, Gibraltar Toeschouwers: 637 Scheidsrechter: Jasmin Šabotić |

|                            |           |         |                                                     |                                                                               |
| 19 juni 2023 17.00 (UTC+2) | Gibraltar | 0 – 5   | Zweden                                              | Victoriastadion, Gibraltar Toeschouwers: 259 Scheidsrechter: Nathan Verboomen |
| 19 juni 2023 17.00 (UTC+2) |           | Verslag | 21' Prica 79' Hasić 83' Ayari 88' Faraj 90+1' Erabi | Victoriastadion, Gibraltar Toeschouwers: 259 Scheidsrechter: Nathan Verboomen |

|                                |                                     |         |           |                                                                                    |
| 6 september 2023 20.00 (UTC+4) | Georgië                             | 2 – 0   | Gibraltar | Ramaz Sjengeliastadion, Koetaisi Toeschouwers: 5.413 Scheidsrechter: Daniyar Sakhi |
| 6 september 2023 20.00 (UTC+4) | O. Mamageisjvili 10' Gordeziani 17' | Verslag |           | Ramaz Sjengeliastadion, Koetaisi Toeschouwers: 5.413 Scheidsrechter: Daniyar Sakhi |

|                                |        |         |                 |                                                                                 |
| 8 september 2023 18.00 (UTC+2) | Zweden | 0 – 1   | Noord-Macedonië | Stadsparksvallen, Jönköping Toeschouwers: 2.431 Scheidsrechter: David Dickinson |
| 8 september 2023 18.00 (UTC+2) |        | Verslag | 7' Nikolov      | Stadsparksvallen, Jönköping Toeschouwers: 2.431 Scheidsrechter: David Dickinson |

|                                |                                   |         |          |                                                                                 |
| 8 september 2023 18.30 (UTC+2) | Nederland                         | 3 – 0   | Moldavië | Mandemakers Stadion, Waalwijk Toeschouwers: 3.094 Scheidsrechter: Miloš Gigović |
| 8 september 2023 18.30 (UTC+2) | Proper 43' Babadi 67' Manhoef 73' | Verslag |          | Mandemakers Stadion, Waalwijk Toeschouwers: 3.094 Scheidsrechter: Miloš Gigović |

|                                 |                 |         |                            |                                                                                            |
| 12 september 2023 15.30 (UTC+2) | Noord-Macedonië | 0 – 2   | Nederland                  | Petar Miloševski Training Centre, Skopje Toeschouwers: 408 Scheidsrechter: Ishmael Barbara |
| 12 september 2023 15.30 (UTC+2) |                 | Verslag | 68' Ohio 72' (pen.) Taylor | Petar Miloševski Training Centre, Skopje Toeschouwers: 408 Scheidsrechter: Ishmael Barbara |

|                                 |          |         |                |                                                                              |
| 12 september 2023 19.00 (UTC+3) | Moldavië | 0 – 1   | Georgië        | Stadionul Zimbru, Chisinau Toeschouwers: 1.278 Scheidsrechter: Antti Munukka |
| 12 september 2023 19.00 (UTC+3) |          | Verslag | 84' Iobasjvili | Stadionul Zimbru, Chisinau Toeschouwers: 1.278 Scheidsrechter: Antti Munukka |

|                               |         |         |                            |                                                                              |
| 12 oktober 2023 18.00 (UTC+4) | Georgië | 0 – 3   | Nederland                  | Batoemistadion, Batoemi Toeschouwers: 3.256 Scheidsrechter: Alessandro Dudic |
| 12 oktober 2023 18.00 (UTC+4) |         | Verslag | 26', 45+1' Meijer 57' Ohio | Batoemistadion, Batoemi Toeschouwers: 3.256 Scheidsrechter: Alessandro Dudic |

|                               |                                               |         |          |                                                                                               |
| 13 oktober 2023 18.00 (UTC+2) | Zweden                                        | 4 – 0   | Moldavië | Falcon Alkoholfri Arena, Falkenberg Toeschouwers: 1.036 Scheidsrechter: Trustin Farrugia Cann |
| 13 oktober 2023 18.00 (UTC+2) | Vilhelmsson 8', 32' Swedberg 19' Bergvall 89' | Verslag |          | Falcon Alkoholfri Arena, Falkenberg Toeschouwers: 1.036 Scheidsrechter: Trustin Farrugia Cann |

|                               |         |       |        |                                                                            |
| 17 oktober 2023 18.00 (UTC+4) | Georgië | 0 – 0 | Zweden | Batoemistadion, Batoemi Toeschouwers: 2.988 Scheidsrechter: Michael Fabbri |
| 17 oktober 2023 18.00 (UTC+4) | Verslag |       |        | Batoemistadion, Batoemi Toeschouwers: 2.988 Scheidsrechter: Michael Fabbri |

|                               |                                      |         |                 |                                                                                 |
| 17 oktober 2023 18.00 (UTC+3) | Moldavië                             | 2 – 1   | Noord-Macedonië | Stadionul Zimbru, Chisinau Toeschouwers: 947 Scheidsrechter: Robert Ian Jenkins |
| 17 oktober 2023 18.00 (UTC+3) | Danu 28', 51' Răileanu 55' Lupan 85' | Verslag | 59' Stankovski  | Stadionul Zimbru, Chisinau Toeschouwers: 947 Scheidsrechter: Robert Ian Jenkins |

|                               |           |         |                                                              |                                                                                |
| 17 oktober 2023 17.30 (UTC+2) | Gibraltar | 0 – 5   | Nederland                                                    | Victoriastadion, Gibraltar Toeschouwers: 380 Scheidsrechter: Menelaos Antoniou |
| 17 oktober 2023 17.30 (UTC+2) |           | Verslag | 12' Taylor 13' Ohio 36' Van Brederode 63' Rensch 65' Manhoef | Victoriastadion, Gibraltar Toeschouwers: 380 Scheidsrechter: Menelaos Antoniou |

|                                |                     |         |                                    |                                                                                         |
| 16 november 2023 13.00 (UTC+1) | Noord-Macedonië     | 0 – 1   | Georgië                            | Petar Miloševski Training Centre, Skopje Toeschouwers: 225 Scheidsrechter: Rauf Jabarov |
| 16 november 2023 13.00 (UTC+1) | Ilievski 7', 90+11' | Verslag | 54' Mamatasjvili 90+12' Maisuradze | Petar Miloševski Training Centre, Skopje Toeschouwers: 225 Scheidsrechter: Rauf Jabarov |

|                                |           |         |           |                                                                          |
| 16 november 2023 20.00 (UTC+1) | Nederland | 1 – 0   | Gibraltar | Yanmar Stadion, Almere Toeschouwers: 1.718 Scheidsrechter: Luis Teixeira |
| 16 november 2023 20.00 (UTC+1) | Ohio 12'  | Verslag |           | Yanmar Stadion, Almere Toeschouwers: 1.718 Scheidsrechter: Luis Teixeira |

|                                |                                 |         |                                             |                                                                      |
| 20 november 2023 18.00 (UTC+1) | Zweden                          | 2 – 4   | Nederland                                   | Borås Arena, Borås Toeschouwers: 1.234 Scheidsrechter: Robert Harvey |
| 20 november 2023 18.00 (UTC+1) | Hansen 36' (e.d.) Persson 90+5' | Verslag | 39' Hansen 64', 90+7' Van Bommel 90+2' Ohio | Borås Arena, Borås Toeschouwers: 1.234 Scheidsrechter: Robert Harvey |

|                                |            |         |                                 |                                                                                  |
| 21 november 2023 18.00 (UTC+2) | Moldavië   | 1 – 2   | Gibraltar                       | Stadionul Zimbru, Chisinau Toeschouwers: 759 Scheidsrechter: Ashot Ghaltakhchyan |
| 21 november 2023 18.00 (UTC+2) | Mișcov 80' | Verslag | 29' (pen.) Borge 57' Carrington | Stadionul Zimbru, Chisinau Toeschouwers: 759 Scheidsrechter: Ashot Ghaltakhchyan |

|                             |                 |         |           |                                                                             |
| 21 maart 2024 14.00 (UTC+1) | Noord-Macedonië | 1 – 0   | Gibraltar | Toše Proeskiarena, Skopje Toeschouwers: 471 Scheidsrechter: Robert Hennessy |
| 21 maart 2024 14.00 (UTC+1) | Abazi 52'       | Verslag |           | Toše Proeskiarena, Skopje Toeschouwers: 471 Scheidsrechter: Robert Hennessy |

|                             |          |         |                                        |                                                                                  |
| 25 maart 2024 20.30 (UTC+2) | Moldavië | 0 – 3   | Nederland                              | Stadionul Zimbru, Chisinau Toeschouwers: 3.794 Scheidsrechter: Henrik Nalbandjan |
| 25 maart 2024 20.30 (UTC+2) |          | Verslag | 7' Rensch 45+1' Manhoef 49' Van Bommel | Stadionul Zimbru, Chisinau Toeschouwers: 3.794 Scheidsrechter: Henrik Nalbandjan |

|                             |           |         |                                    |                                                                                       |
| 26 maart 2024 14.00 (UTC+1) | Gibraltar | 0 – 2   | Georgië                            | Victoriastadion, Gibraltar Toeschouwers: 211 Scheidsrechter: Jakob Alexander Sundberg |
| 26 maart 2024 14.00 (UTC+1) |           | Verslag | 22' Odisharia 75' (pen.) Kvernadze | Victoriastadion, Gibraltar Toeschouwers: 211 Scheidsrechter: Jakob Alexander Sundberg |

|                             |                  |         |                                 |                                                                              |
| 26 maart 2024 14.00 (UTC+1) | Noord-Macedonië  | 0 – 2   | Zweden                          | Toše Proeskiarena, Skopje Toeschouwers: 458 Scheidsrechter: Atilla Karaoğlan |
| 26 maart 2024 14.00 (UTC+1) | Dimitrievski 47' | Verslag | 67' Rosengren 90+3' Vilhelmsson | Toše Proeskiarena, Skopje Toeschouwers: 458 Scheidsrechter: Atilla Karaoğlan |

|                                |                                                   |         |          |                                                                                |
| 5 september 2024 20.00 (UTC+4) | Georgië                                           | 3 – 0   | Moldavië | Batoemistadion, Batoemi Toeschouwers: 5.250 Scheidsrechter: Radoslav Gidzjenov |
| 5 september 2024 20.00 (UTC+4) | O. Mamageisjvili 14' Kvernadze 49' Abuasjvili 72' | Verslag |          | Batoemistadion, Batoemi Toeschouwers: 5.250 Scheidsrechter: Radoslav Gidzjenov |

|                                |                                          |         |                 |                                                                                   |
| 5 september 2024 20.00 (UTC+2) | Nederland                                | 5 – 0   | Noord-Macedonië | Yanmar Stadion, Almere Toeschouwers: 1.305 Scheidsrechter: Ívar Orri Kristjánsson |
| 5 september 2024 20.00 (UTC+2) | Regeer 2', 73' Ohio 22' Manhoef 60', 68' | Verslag |                 | Yanmar Stadion, Almere Toeschouwers: 1.305 Scheidsrechter: Ívar Orri Kristjánsson |

|                                |                                                                                        |         |           |                                                                                        |
| 6 september 2024 18.00 (UTC+2) | Zweden                                                                                 | 9 – 0   | Gibraltar | Stadsparksvallen, Jönköping Toeschouwers: 1.382 Scheidsrechter: Vitālijs Spasjoņņikovs |
| 6 september 2024 18.00 (UTC+2) | Svensson 2' Erabi 9', 17' Bolin 31', 40' Widell 59' Caetano 70' (e.d.) Vinlöf 72', 80' | Verslag |           | Stadsparksvallen, Jönköping Toeschouwers: 1.382 Scheidsrechter: Vitālijs Spasjoņņikovs |

|                                |                 |         |                         |                                                                                  |
| 9 september 2024 13.00 (UTC+2) | Gibraltar       | 0 – 2   | Noord-Macedonië         | Europa Point Stadion, Gibraltar Toeschouwers: 178 Scheidsrechter: Patrik Kolarić |
| 9 september 2024 13.00 (UTC+2) | Perera 60', 84' | Verslag | 24' Krstevski 42' Ademi | Europa Point Stadion, Gibraltar Toeschouwers: 178 Scheidsrechter: Patrik Kolarić |

|                                |                         |         |                      |                                                                                       |
| 9 september 2024 20.00 (UTC+2) | Nederland               | 3 – 1   | Georgië              | Covebo Stadion - De Koel -, Venlo Toeschouwers: 3.458 Scheidsrechter: Robert Schröder |
| 9 september 2024 20.00 (UTC+2) | Emegha 4', 18' Ohio 72' | Verslag | 30' O. Mamageisjvili | Covebo Stadion - De Koel -, Venlo Toeschouwers: 3.458 Scheidsrechter: Robert Schröder |

|                                 |                  |         |        |                                                                                 |
| 10 september 2024 16.00 (UTC+3) | Moldavië         | 0 – 0   | Zweden | Nisporenistadion, Nisporeni Toeschouwers: 2.070 Scheidsrechter: Sajat Karabajev |
| 10 september 2024 16.00 (UTC+3) | Botnari 39', 52' | Verslag |        | Nisporenistadion, Nisporeni Toeschouwers: 2.070 Scheidsrechter: Sajat Karabajev |

|                               |                                     |         |                                |                                                                               |
| 10 oktober 2024 18.00 (UTC+2) | Zweden                              | 3 – 2   | Georgië                        | Stadsparksvallen, Jönköping Toeschouwers: 1.620 Scheidsrechter: Iwan Griffith |
| 10 oktober 2024 18.00 (UTC+2) | Ondrejka 23' Swedberg 38' Erabi 50' | Verslag | 12' Lominadze 51' (e.d.) Dovin | Stadsparksvallen, Jönköping Toeschouwers: 1.620 Scheidsrechter: Iwan Griffith |

|                               |                        |         |                |                                                                                         |
| 11 oktober 2024 14.00 (UTC+2) | Noord-Macedonië        | 2 – 1   | Moldavië       | Petar Miloševski Training Centre, Skopje Toeschouwers: 280 Scheidsrechter: Martin Dohal |
| 11 oktober 2024 14.00 (UTC+2) | Feta 11' Kamberi 90+4' | Verslag | 90+5' Răileanu | Petar Miloševski Training Centre, Skopje Toeschouwers: 280 Scheidsrechter: Martin Dohal |

|                               |                                            |         |        |                                                                           |
| 14 oktober 2024 18.45 (UTC+2) | Nederland                                  | 3 – 0   | Zweden | Goffertstadion, Nijmegen Toeschouwers: 7.149 Scheidsrechter: Robert Jones |
| 14 oktober 2024 18.45 (UTC+2) | Emegha 2' Van den Berg 18' Eile 65' (e.d.) | Verslag |        | Goffertstadion, Nijmegen Toeschouwers: 7.149 Scheidsrechter: Robert Jones |

|                               |                              |         |                 |                                                                                       |
| 15 oktober 2024 20.00 (UTC+4) | Georgië                      | 2 – 1   | Noord-Macedonië | Ramaz Sjengeliastadion, Koetaisi Toeschouwers: 3.202 Scheidsrechter: Viktor Sjimoesik |
| 15 oktober 2024 20.00 (UTC+4) | Gordeziani 61' Lominadze 71' | Verslag | 52' Isaki       | Ramaz Sjengeliastadion, Koetaisi Toeschouwers: 3.202 Scheidsrechter: Viktor Sjimoesik |

#### Groep D
| Pos | Team      | Wed | W | G | V | Ptn | DV | DT | +/− | Kwalificatie           |        |       |       |       |       |       |       |
| --- | --------- | --- | - | - | - | --- | -- | -- | --- | ---------------------- | ------ | ----- | ----- | ----- | ----- | ----- | ----- |
| 1   | Duitsland | 10  | 8 | 2 | 0 | 26  | 35 | 10 | +25 | Deelname hoofdtoernooi |        |       | 3 – 1 | 2 – 1 | 0 – 0 | 4 – 1 | 2 – 0 |
| 2   | Polen     | 10  | 7 | 1 | 2 | 22  | 24 | 10 | +14 | Deelname hoofdtoernooi |        | 3 – 3 |       | 0 – 1 | 3 – 0 | 5 – 0 | 2 – 1 |
| 3   | Bulgarije | 10  | 4 | 3 | 3 | 15  | 17 | 12 | +5  |                        |        | 2 – 3 | 1 – 3 |       | 1 – 1 | 6 – 0 | 1 – 0 |
| 4   | Kosovo    | 10  | 3 | 3 | 4 | 12  | 10 | 17 | −7  |                        | 0 – 3  | 0 – 4 | 2 – 2 |       | 2 – 0 | 3 – 1 |       |
| 5   | Estland   | 10  | 2 | 1 | 7 | 7   | 7  | 31 | −24 |                        | 1 – 10 | 0 – 1 | 1 – 1 | 3 – 1 |       | 1 – 0 |       |
| 6   | Israël    | 10  | 1 | 0 | 9 | 3   | 5  | 18 | −13 |                        | 1 – 5  | 1 – 2 | 0 – 1 | 0 – 1 | 1 – 0 |       |       |

|                            |                                     |         |         |                                                                              |
| 20 juni 2023 20.00 (UTC+2) | Kosovo                              | 2 – 0   | Estland | Fadil Vokrristadion, Pristina Toeschouwers: 2.000 Scheidsrechter: Joey Kooij |
| 20 juni 2023 20.00 (UTC+2) | Llugiqi 40' Letaj 55', 85' Hoti 70' | Verslag |         | Fadil Vokrristadion, Pristina Toeschouwers: 2.000 Scheidsrechter: Joey Kooij |

|                                |                      |         |               |                                                                            |
| 7 september 2023 17.30 (UTC+3) | Estland              | 1 – 1   | Bulgarije     | Kadriorustadion, Tallinn Toeschouwers: 327 Scheidsrechter: Jasper Vergoote |
| 7 september 2023 17.30 (UTC+3) | Šapovalov 16' (pen.) | Verslag | 8' G. Nikolov | Kadriorustadion, Tallinn Toeschouwers: 327 Scheidsrechter: Jasper Vergoote |

|                                |                            |         |        |                                                                                            |
| 8 september 2023 20.00 (UTC+2) | Polen                      | 3 – 0   | Kosovo | Stadion im. Kazimierza Górskiego, Płock Toeschouwers: 6.265 Scheidsrechter: Lothar D'Hondt |
| 8 september 2023 20.00 (UTC+2) | Mosór 25' Rakoczy 30', 44' | Verslag |        | Stadion im. Kazimierza Górskiego, Płock Toeschouwers: 6.265 Scheidsrechter: Lothar D'Hondt |

|                                 |              |         |        |                                                                             |
| 12 september 2023 19.00 (UTC+3) | Bulgarije    | 1 – 0   | Israël | Slaviastadion, Sofia Toeschouwers: 354 Scheidsrechter: Irakli Kvirikasjvili |
| 12 september 2023 19.00 (UTC+3) | N. Iliev 50' | Verslag |        | Slaviastadion, Sofia Toeschouwers: 354 Scheidsrechter: Irakli Kvirikasjvili |

|                                 |         |         |              |                                                                         |
| 12 september 2023 19.00 (UTC+3) | Estland | 0 – 1   | Polen        | A. Le Coq Arena, Tallinn Toeschouwers: 379 Scheidsrechter: Stefan Ebner |
| 12 september 2023 19.00 (UTC+3) |         | Verslag | 82' Szymczak | A. Le Coq Arena, Tallinn Toeschouwers: 379 Scheidsrechter: Stefan Ebner |

|                                 |        |         |                                   |                                                                                 |
| 12 september 2023 19.00 (UTC+2) | Kosovo | 0 – 3   | Duitsland                         | Fadil Vokrristadion, Pristina Toeschouwers: 1.950 Scheidsrechter: Mikkel Redder |
| 12 september 2023 19.00 (UTC+2) |        | Verslag | 74', 78' Moukoko 89' Kleine-Bekel | Fadil Vokrristadion, Pristina Toeschouwers: 1.950 Scheidsrechter: Mikkel Redder |

|                               |                           |         |                       |                                                                           |
| 13 oktober 2023 19.15 (UTC+3) | Bulgarije                 | 2 – 3   | Duitsland             | Slaviastadion, Sofia Toeschouwers: 1.223 Scheidsrechter: Nathan Verboomen |
| 13 oktober 2023 19.15 (UTC+3) | Sjopov 25' N. Iliev 90+3' | Verslag | 40', 49', 69' Moukoko | Slaviastadion, Sofia Toeschouwers: 1.223 Scheidsrechter: Nathan Verboomen |

|                               |               |         |                           |                                                                   |
| 17 oktober 2023 18.30 (UTC+3) | Bulgarije     | 1 – 1   | Kosovo                    | Slaviastadion, Sofia Toeschouwers: 358 Scheidsrechter: Jan Petrik |
| 17 oktober 2023 18.30 (UTC+3) | Sorakov 90+1' | Verslag | 8' (pen.) Tahiri 83' Hoti | Slaviastadion, Sofia Toeschouwers: 358 Scheidsrechter: Jan Petrik |

|                               |                                                      |         |         | |
| 17 oktober 2023 18.00 (UTC+2) | Polen                                                | 5 – 0   | Estland | Podkarpackie Centrum Piłki Nożnej, Stalowa Wola Toeschouwers: 3.544 Scheidsrechter: Mohammad Usman Aslam |
| 17 oktober 2023 18.00 (UTC+2) | Rakoczy 8' Zalewski 22' Szymczak 44', 58' Pieńko 72' | Verslag |         | Podkarpackie Centrum Piłki Nożnej, Stalowa Wola Toeschouwers: 3.544 Scheidsrechter: Mohammad Usman Aslam |

|                                |                 |         |                       |                                                                                  |
| 17 november 2023 13.00 (UTC+1) | Kosovo          | 2 – 2   | Bulgarije             | Zahir Pajazitistadion, Podujevë Toeschouwers: 200 Scheidsrechter: Patrik Kolarić |
| 17 november 2023 13.00 (UTC+1) | Tahiri 34', 59' | Verslag | 8' Sorakov 45' Petkov | Zahir Pajazitistadion, Podujevë Toeschouwers: 200 Scheidsrechter: Patrik Kolarić |

|                                |                            |         |                |                                                                  |
| 17 november 2023 16.00 (UTC+1) | Polen                      | 2 – 1   | Israël         | Stadion ŁKS, Łódź Toeschouwers: 0 Scheidsrechter: Jovan Kačevski |
| 17 november 2023 16.00 (UTC+1) | Matysik 59' Włodarczyk 82' | Verslag | 90+4' Binyamin | Stadion ŁKS, Łódź Toeschouwers: 0 Scheidsrechter: Jovan Kačevski |

|                                |                                        |         |              |                                                                             |
| 17 november 2023 18.00 (UTC+1) | Duitsland                              | 4 – 1   | Estland      | Benteler-Arena, Paderborn Toeschouwers: 5.493 Scheidsrechter: Daniyar Sakhi |
| 17 november 2023 18.00 (UTC+1) | Beier 39' Moukoko 53' Reitz 88', 90+4' | Verslag | 64' Kuraksin | Benteler-Arena, Paderborn Toeschouwers: 5.493 Scheidsrechter: Daniyar Sakhi |

|                                |                            |         |             |                                                                               |
| 21 november 2023 13.00 (UTC+1) | Kosovo                     | 3 – 1   | Israël      | Zahir Pajazitistadion, Podujevë Toeschouwers: 0 Scheidsrechter: Iwan Griffith |
| 21 november 2023 13.00 (UTC+1) | Krasniqi 6', 10' Tusha 80' | Verslag | 24' Nahmani | Zahir Pajazitistadion, Podujevë Toeschouwers: 0 Scheidsrechter: Iwan Griffith |

|                                |                                                                    |         |         |                                                                        |
| 21 november 2023 18.00 (UTC+2) | Bulgarije                                                          | 6 – 0   | Estland | Slaviastadion, Sofia Toeschouwers: 178 Scheidsrechter: David Dickinson |
| 21 november 2023 18.00 (UTC+2) | G. Nikolov 50', 60', 85' Veering 65' (e.d.) Mitkov 66' Raichev 88' | Verslag |         | Slaviastadion, Sofia Toeschouwers: 178 Scheidsrechter: David Dickinson |

|                                |                                   |         |           |                                                                                           |
| 21 november 2023 18.00 (UTC+1) | Duitsland                         | 3 – 1   | Polen     | Stadion an der Hafenstraße, Essen Toeschouwers: 8.559 Scheidsrechter: Kyriakos Athanasiou |
| 21 november 2023 18.00 (UTC+1) | Martel 56' Woltemade 79' Röhl 82' | Verslag | 24' Mosór | Stadion an der Hafenstraße, Essen Toeschouwers: 8.559 Scheidsrechter: Kyriakos Athanasiou |

|                             |         |         |                      |                                                                                          |
| 21 maart 2024 17.30 (UTC+1) | Israël  | 1 – 2   | Polen                | Ernst-Abbe-Sportfeld, Jena (Duitsland) Toeschouwers: 0 Scheidsrechter: Pierre Gaillouste |
| 21 maart 2024 17.30 (UTC+1) | Yona 5' | Verslag | 57' Pingot 89' Szmyt | Ernst-Abbe-Sportfeld, Jena (Duitsland) Toeschouwers: 0 Scheidsrechter: Pierre Gaillouste |

|                             |           |       |        |                                                                                           |
| 22 maart 2024 18.00 (UTC+1) | Duitsland | 0 – 0 | Kosovo | Stadion an der Gellertstraße, Chemnitz Toeschouwers: 6.899 Scheidsrechter: Daniele Chiffi |
| 22 maart 2024 18.00 (UTC+1) | Verslag   |       |        | Stadion an der Gellertstraße, Chemnitz Toeschouwers: 6.899 Scheidsrechter: Daniele Chiffi |

|                             |       |         |            |                                                                                      |
| 26 maart 2024 15.00 (UTC+1) | Polen | 0 – 1   | Bulgarije  | Śląskistadion, Chorzów Toeschouwers: 5.498 Scheidsrechter: Christian-Petru Ciochirca |
| 26 maart 2024 15.00 (UTC+1) |       | Verslag | 58' Petkov | Śląskistadion, Chorzów Toeschouwers: 5.498 Scheidsrechter: Christian-Petru Ciochirca |

|                             |                    |         |        |                                                                             |
| 26 maart 2024 18.00 (UTC+1) | Duitsland          | 2 – 0   | Israël | Leuna Chemie Stadion, Halle Toeschouwers: 4.766 Scheidsrechter: John Brooks |
| 26 maart 2024 18.00 (UTC+1) | Gruda 14' Röhl 56' | Verslag |        | Leuna Chemie Stadion, Halle Toeschouwers: 4.766 Scheidsrechter: John Brooks |

|                                |              |         |                                                |                                                                                    |
| 4 september 2024 18.00 (UTC+2) | Israël       | 1 – 5   | Duitsland                                      | Alcuferstadion, Győr (Hongarije) Toeschouwers: 0 Scheidsrechter: Henrik Nalbandjan |
| 4 september 2024 18.00 (UTC+2) | Yehoshua 64' | Verslag | 5', 35' Tresoldi 15', 61' Adeyemi 90+4' Knauff | Alcuferstadion, Győr (Hongarije) Toeschouwers: 0 Scheidsrechter: Henrik Nalbandjan |

|                                |                   |         |         |                                                                                 |
| 7 september 2024 20.00 (UTC+2) | Israël            | 1 – 0   | Estland | Alcuferstadion, Győr (Hongarije) Toeschouwers: 0 Scheidsrechter: Jamie Robinson |
| 7 september 2024 20.00 (UTC+2) | Madmon 67' (pen.) | Verslag |         | Alcuferstadion, Győr (Hongarije) Toeschouwers: 0 Scheidsrechter: Jamie Robinson |

|                                 |            |         |                                               |                                                                   |
| 10 september 2024 19.00 (UTC+3) | Bulgarije  | 1 – 3   | Polen                                         | Slaviastadion, Sofia Toeschouwers: 475 Scheidsrechter: Joey Kooij |
| 10 september 2024 19.00 (UTC+3) | Tsenov 29' | Verslag | 52' Szymczak 56' Pieńko 78' (pen.) Kałuziński | Slaviastadion, Sofia Toeschouwers: 475 Scheidsrechter: Joey Kooij |

|                                 |               |         | |                                                                                       |
| 10 september 2024 19.00 (UTC+3) | Estland       | 1 – 10  | Duitsland | Kadriorustadion, Tallinn Toeschouwers: 2.672 Scheidsrechter: Antoine Paul Chiaramonti |
| 10 september 2024 19.00 (UTC+3) | Šapovalov 69' | Verslag | 23' (pen.), 47' Woltemade 31' Tresoldi 35', 44', 61' Adeyemi 39' Martel 59' Rosenfelder 87' Lemperle 90' Knauff | Kadriorustadion, Tallinn Toeschouwers: 2.672 Scheidsrechter: Antoine Paul Chiaramonti |

|                                 |        |         |            |                                                                                    |
| 10 september 2024 19.00 (UTC+2) | Israël | 0 – 1   | Kosovo     | Alcuferstadion, Győr (Hongarije) Toeschouwers: 0 Scheidsrechter: Menelaos Antoniou |
| 10 september 2024 19.00 (UTC+2) |        | Verslag | 11' Avdyli | Alcuferstadion, Győr (Hongarije) Toeschouwers: 0 Scheidsrechter: Menelaos Antoniou |

|                               |             |         |        |                                                                               |
| 10 oktober 2024 19.00 (UTC+3) | Estland     | 1 – 0   | Israël | Kadriorustadion, Tallinn Toeschouwers: 227 Scheidsrechter: Dmytro Pantsjysjyn |
| 10 oktober 2024 19.00 (UTC+3) | Varjund 71' | Verslag |        | Kadriorustadion, Tallinn Toeschouwers: 227 Scheidsrechter: Dmytro Pantsjysjyn |

|                               |                               |         |              |                                                                          |
| 11 oktober 2024 18.00 (UTC+2) | Duitsland                     | 2 – 1   | Bulgarije    | Jahnstadion, Regensburg Toeschouwers: 8.586 Scheidsrechter: Ben McMaster |
| 11 oktober 2024 18.00 (UTC+2) | Beier 9' Woltemade 66' (pen.) | Verslag | 37' N. Iliev | Jahnstadion, Regensburg Toeschouwers: 8.586 Scheidsrechter: Ben McMaster |

|                               |        |         |                                                                 |                                                                                   |
| 11 oktober 2024 19.00 (UTC+2) | Kosovo | 0 – 4   | Polen                                                           | Fadil Vokrristadion, Pristina Toeschouwers: 200 Scheidsrechter: Ladislav Szikszay |
| 11 oktober 2024 19.00 (UTC+2) |        | Verslag | 21' Fornalczyk 25' Szymczak 30' Marczuk 45+2' (pen.) Kałuziński | Fadil Vokrristadion, Pristina Toeschouwers: 200 Scheidsrechter: Ladislav Szikszay |

|                               |                                         |         |                                           |                                                                          |
| 15 oktober 2024 18.00 (UTC+3) | Estland                                 | 3 – 1   | Kosovo                                    | Kadriorustadion, Tallinn Toeschouwers: 178 Scheidsrechter: Jason Barcelo |
| 15 oktober 2024 18.00 (UTC+3) | Teeväli 21' (pen.) Kristal 44' Usta 87' | Verslag | 70' Ibrahimi 77' Avdyli 87', 90+6' Hasani | Kadriorustadion, Tallinn Toeschouwers: 178 Scheidsrechter: Jason Barcelo |

|                               |                                           |         |                                      |                                                                  |
| 15 oktober 2024 17.00 (UTC+2) | Polen                                     | 3 – 3   | Duitsland                            | Stadion ŁKS, Łódź Toeschouwers: 11.496 Scheidsrechter: Dario Bel |
| 15 oktober 2024 17.00 (UTC+2) | Marczuk 17' Kałuziński 49' Fornalczyk 59' | Verslag | 3' Tresoldi 21' Wanner 30' Arrey-Mbi | Stadion ŁKS, Łódź Toeschouwers: 11.496 Scheidsrechter: Dario Bel |

|                               |        |         |              |                                                                                   |
| 15 oktober 2024 18.00 (UTC+2) | Israël | 0 – 1   | Bulgarije    | Alcuferstadion, Győr (Hongarije) Toeschouwers: 0 Scheidsrechter: Michele Beltrano |
| 15 oktober 2024 18.00 (UTC+2) |        | Verslag | 46' N. Iliev | Alcuferstadion, Győr (Hongarije) Toeschouwers: 0 Scheidsrechter: Michele Beltrano |

#### Groep E
| Pos | Team        | Wed | W | G | V | Ptn | DV | DT | +/− | Kwalificatie           |       |       |       |       |       |       |       |
| --- | ----------- | --- | - | - | - | --- | -- | -- | --- | ---------------------- | ----- | ----- | ----- | ----- | ----- | ----- | ----- |
| 1   | Roemenië    | 10  | 7 | 1 | 2 | 22  | 23 | 10 | +13 | Deelname hoofdtoernooi |       |       | 1 – 0 | 3 – 1 | 5 – 0 | 1 – 0 | 2 – 0 |
| 2   | Finland     | 10  | 6 | 2 | 2 | 20  | 21 | 8  | +13 | Play-offs              |       | 2 – 0 |       | 1 – 2 | 4 – 1 | 2 – 1 | 6 – 0 |
| 3   | Zwitserland | 10  | 5 | 3 | 2 | 18  | 21 | 12 | +9  |                        |       | 2 – 2 | 1 – 1 |       | 1 – 2 | 4 – 2 | 5 – 0 |
| 4   | Albanië     | 10  | 5 | 1 | 4 | 16  | 12 | 17 | −5  |                        | 3 – 2 | 0 – 0 | 1 – 3 |       | 2 – 0 | 1 – 0 |       |
| 5   | Montenegro  | 10  | 2 | 1 | 7 | 7   | 8  | 19 | −11 |                        | 2 – 6 | 1 – 2 | 0 – 2 | 1 – 0 |       | 0 – 0 |       |
| 6   | Armenië     | 10  | 0 | 2 | 8 | 2   | 2  | 21 | −19 |                        | 0 – 1 | 1 – 3 | 0 – 0 | 1 – 2 | 0 – 1 |       |       |

1. ↑  De wedstrijd tussen Montenegro en Albanië, gespeeld op 21 november 2023, werd in de 27e minuut bij een 0 – 0 tussenstand onderbroken vanwege zware regenval. Op 7 juni 2024 werd de wedstrijd uitgespeeld.

|                                |                 |         |                            |                                                                                      |
| 8 september 2023 19.00 (UTC+4) | Armenië         | 1 – 2   | Albanië                    | Stadsstadion Abovyan, Abovjan Toeschouwers: 1.200 Scheidsrechter: Radoslav Gidzjenov |
| 8 september 2023 19.00 (UTC+4) | Tarakhchyan 86' | Verslag | 28' S. Shpendi 37' Rexhepi | Stadsstadion Abovyan, Abovjan Toeschouwers: 1.200 Scheidsrechter: Radoslav Gidzjenov |

|                                 |         |         |              |                                                                                |
| 12 september 2023 19.00 (UTC+4) | Armenië | 0 – 1   | Montenegro   | Stadsstadion Abovyan, Abovjan Toeschouwers: 850 Scheidsrechter: Edgars Maļcevs |
| 12 september 2023 19.00 (UTC+4) |         | Verslag | 85' Tošković | Stadsstadion Abovyan, Abovjan Toeschouwers: 850 Scheidsrechter: Edgars Maļcevs |

|                                 |             |         |                       |                                                                            |
| 12 september 2023 18.00 (UTC+3) | Finland     | 1 – 2   | Zwitserland           | Veritasstadion, Turku Toeschouwers: 1.757 Scheidsrechter: Atilla Karaoğlan |
| 12 september 2023 18.00 (UTC+3) | Liimatta 4' | Verslag | 63' Muci 66' Villiger | Veritasstadion, Turku Toeschouwers: 1.757 Scheidsrechter: Atilla Karaoğlan |

|                                 |                                         |         |                       |                                                                         |
| 12 september 2023 18.30 (UTC+2) | Albanië                                 | 3 – 2   | Roemenië              | Elbasan Arena, Elbasan Toeschouwers: 713 Scheidsrechter: Boelat Sarijev |
| 12 september 2023 18.30 (UTC+2) | C. Shpendi 63' Berisha 71' Pajaziti 88' | Verslag | 47' Grameni 58' Borza | Elbasan Arena, Elbasan Toeschouwers: 713 Scheidsrechter: Boelat Sarijev |

|                               |                                     |         |              |                                                                                      |
| 13 oktober 2023 18.00 (UTC+3) | Finland                             | 4 – 1   | Albanië      | Veritasstadion, Turku Toeschouwers: 2.247 Scheidsrechter: Maria Sole Ferrieri Caputi |
| 13 oktober 2023 18.00 (UTC+3) | Liimatta 4', 6', 48' Ylitolva 90+6' | Verslag | 80' Pajaziti | Veritasstadion, Turku Toeschouwers: 2.247 Scheidsrechter: Maria Sole Ferrieri Caputi |

|                               |                                          |         |                       |                                                                                           |
| 13 oktober 2023 19.00 (UTC+2) | Zwitserland                              | 4 – 2   | Montenegro            | Stade de la Tuilière, Lausanne Toeschouwers: 5.666 Scheidsrechter: Ívar Orri Kristjánsson |
| 13 oktober 2023 19.00 (UTC+2) | Rieder 22', 58' Villiger 24' Matoshi 30' | Verslag | 29' Adžić 86' Perović | Stade de la Tuilière, Lausanne Toeschouwers: 5.666 Scheidsrechter: Ívar Orri Kristjánsson |

|                               |                          |         |         |                                                                                         |
| 13 oktober 2023 20.30 (UTC+3) | Roemenië                 | 2 – 0   | Armenië | Rapid-Giuleștistadion, Boekarest Toeschouwers: 2.346 Scheidsrechter: Robertas Valikonis |
| 13 oktober 2023 20.30 (UTC+3) | Vulturar 37' Baiaram 80' | Verslag |         | Rapid-Giuleștistadion, Boekarest Toeschouwers: 2.346 Scheidsrechter: Robertas Valikonis |

|                               |                                   |         |                  |                                                                            |
| 17 oktober 2023 14.30 (UTC+2) | Albanië                           | 2 – 0   | Montenegro       | Egnatia Arena, Rrogozhinë Toeschouwers: 512 Scheidsrechter: Jarred Gillett |
| 17 oktober 2023 14.30 (UTC+2) | Berisha 27' (pen.) S. Shpendi 73' | Verslag | 21', 39' Bajović | Egnatia Arena, Rrogozhinë Toeschouwers: 512 Scheidsrechter: Jarred Gillett |

|                               |         |       |             |                                                                                               |
| 17 oktober 2023 19.00 (UTC+4) | Armenië | 0 – 0 | Zwitserland | Republikeins Stadion Vazgen Sargsian, Jerevan Toeschouwers: 200 Scheidsrechter: Ferenc Karakó |
| 17 oktober 2023 19.00 (UTC+4) | Verslag |       |             | Republikeins Stadion Vazgen Sargsian, Jerevan Toeschouwers: 200 Scheidsrechter: Ferenc Karakó |

|                               |               |         |                |                                                                                   |
| 17 oktober 2023 18.00 (UTC+3) | Roemenië      | 1 – 0   | Finland        | Stadionul Municipal Sibiu, Sibiu Toeschouwers: 7.654 Scheidsrechter: Luka Bilbija |
| 17 oktober 2023 18.00 (UTC+3) | M. Ilie 90+8' | Verslag | 38', 78' Koski | Stadionul Municipal Sibiu, Sibiu Toeschouwers: 7.654 Scheidsrechter: Luka Bilbija |

|                                |                                                             |         |         |                                                                                     |
| 17 november 2023 18.30 (UTC+1) | Zwitserland                                                 | 5 – 0   | Armenië | Stade de la Maladière, Neuchâtel Toeschouwers: 5.564 Scheidsrechter: Kai Erik Steen |
| 17 november 2023 18.30 (UTC+1) | Rieder 37' (pen.), 56' (pen.) Fink 51' Sanches 71' Muci 75' | Verslag |         | Stade de la Maladière, Neuchâtel Toeschouwers: 5.564 Scheidsrechter: Kai Erik Steen |

|                                |                                                                   |         |                |                                                                                          |
| 17 november 2023 20.30 (UTC+2) | Roemenië                                                          | 5 – 0   | Albanië        | Rapid-Giuleștistadion, Boekarest Toeschouwers: 2.234 Scheidsrechter: Matthew De Gabriele |
| 17 november 2023 20.30 (UTC+2) | Munteanu 7' (pen.) M. Ilie 15' R. Ilie 37' Grameni 55' Danciu 86' | Verslag | 81' C. Shpendi | Rapid-Giuleștistadion, Boekarest Toeschouwers: 2.234 Scheidsrechter: Matthew De Gabriele |

|                                |                                                                       |         |         |                                                                       |
| 21 november 2023 18.00 (UTC+2) | Finland                                                               | 6 – 0   | Armenië | Veritasstadion, Turku Toeschouwers: 678 Scheidsrechter: Jérémy Muller |
| 21 november 2023 18.00 (UTC+2) | Liimatta 25' Keskinen 34', 53' Talvitie 55' Meriluoto 75' Peltola 77' | Verslag |         | Veritasstadion, Turku Toeschouwers: 678 Scheidsrechter: Jérémy Muller |

|                                |                                    |         |                         |                                                                                    |
| 21 november 2023 18.30 (UTC+1) | Zwitserland                        | 2 – 2   | Roemenië                | Stade de la Maladière, Neuchâtel Toeschouwers: 5.359 Scheidsrechter: Dominik Stary |
| 21 november 2023 18.30 (UTC+1) | Sanches 23' Dos Santos Correia 88' | Verslag | 11' R. Ilie 32' Grameni | Stade de la Maladière, Neuchâtel Toeschouwers: 5.359 Scheidsrechter: Dominik Stary |

|                             |            |       |         |                                                                                      |
| 22 maart 2024 15.00 (UTC+1) | Montenegro | 0 – 0 | Armenië | Pod Goricomstadion, Podgorica Toeschouwers: 200 Scheidsrechter: Goga Kikatsjeisjvili |
| 22 maart 2024 15.00 (UTC+1) | Verslag    |       |         | Pod Goricomstadion, Podgorica Toeschouwers: 200 Scheidsrechter: Goga Kikatsjeisjvili |

|                             |         |       |         |                                                                           |
| 22 maart 2024 17.00 (UTC+1) | Albanië | 0 – 0 | Finland | Arena Kombëtare, Tirana Toeschouwers: 5.100 Scheidsrechter: Michal Ocenáš |
| 22 maart 2024 17.00 (UTC+1) | Verslag |       |         | Arena Kombëtare, Tirana Toeschouwers: 5.100 Scheidsrechter: Michal Ocenáš |

|                             |                   |         |           |                                                                              |
| 26 maart 2024 15.00 (UTC+4) | Armenië           | 0 – 1   | Roemenië  | Armavirstadion, Armavir Toeschouwers: 750 Scheidsrechter: Damian Sylwestrzak |
| 26 maart 2024 15.00 (UTC+4) | Simonjan 56', 87' | Verslag | 89' Mihai | Armavirstadion, Armavir Toeschouwers: 750 Scheidsrechter: Damian Sylwestrzak |

|                             |               |         |                     |                                                                                    |
| 26 maart 2024 15.00 (UTC+1) | Montenegro    | 1 – 2   | Finland             | Pod Goricomstadion, Podgorica Toeschouwers: 150 Scheidsrechter: Vangelis Manouchos |
| 26 maart 2024 15.00 (UTC+1) | Đukanović 58' | Verslag | 32' Koski 87' Terho | Pod Goricomstadion, Podgorica Toeschouwers: 150 Scheidsrechter: Vangelis Manouchos |

|                             |                  |         |                                   |                                                                           |
| 26 maart 2024 17.00 (UTC+1) | Albanië          | 1 – 3   | Zwitserland                       | Arena Kombëtare, Tirana Toeschouwers: 4.183 Scheidsrechter: Adam Ladebäck |
| 26 maart 2024 17.00 (UTC+1) | S. Shpendi 90+3' | Verslag | 28' Surdez 59' Sanches 76' Keller | Arena Kombëtare, Tirana Toeschouwers: 4.183 Scheidsrechter: Adam Ladebäck |

|                           |               |         |         |                                                                         |
| 7 juni 2024 20.00 (UTC+2) | Montenegro    | 1 – 0   | Albanië | DG Arena, Podgorica Toeschouwers: 3.794 Scheidsrechter: Jonathan Lardot |
| 7 juni 2024 20.00 (UTC+2) | Franeta 90+2' | Verslag |         | DG Arena, Podgorica Toeschouwers: 3.794 Scheidsrechter: Jonathan Lardot |

|                                |                |         |                               |                                                                                     |
| 6 september 2024 20.00 (UTC+4) | Armenië        | 1 – 3   | Finland                       | Armeense Voetbalacademie, Jerevan Toeschouwers: 510 Scheidsrechter: Igor Stojčevski |
| 6 september 2024 20.00 (UTC+4) | Bashoyan 90+2' | Verslag | 11' Liimatta 17', 55' Jukkola | Armeense Voetbalacademie, Jerevan Toeschouwers: 510 Scheidsrechter: Igor Stojčevski |

|                                |             |         |            |                                                                                         |
| 6 september 2024 19.30 (UTC+3) | Roemenië    | 1 – 0   | Montenegro | Stadionul Eugen Popescu, Târgoviște Toeschouwers: 5.954 Scheidsrechter: David Dickinson |
| 6 september 2024 19.30 (UTC+3) | Munteanu 8' | Verslag |            | Stadionul Eugen Popescu, Târgoviște Toeschouwers: 5.954 Scheidsrechter: David Dickinson |

|                                |             |         |                   |                                                                                     |
| 6 september 2024 19.30 (UTC+2) | Zwitserland | 1 – 2   | Albanië           | Stade de la Tuilière, Lausanne Toeschouwers: 5.757 Scheidsrechter: Atilla Karaoğlan |
| 6 september 2024 19.30 (UTC+2) | Surdez 16'  | Verslag | 18', 69' Pajaziti | Stade de la Tuilière, Lausanne Toeschouwers: 5.757 Scheidsrechter: Atilla Karaoğlan |

|                                 |                            |         |          |                                                                                 |
| 10 september 2024 18.00 (UTC+3) | Finland                    | 2 – 0   | Roemenië | Tammela Stadion, Tampere Toeschouwers: 2.014 Scheidsrechter: Kristoffer Hagenes |
| 10 september 2024 18.00 (UTC+3) | Miettinen 22' Liimatta 71' | Verslag |          | Tammela Stadion, Tampere Toeschouwers: 2.014 Scheidsrechter: Kristoffer Hagenes |

|                                 |            |         |                        |                                                                                 |
| 10 september 2024 19.30 (UTC+2) | Montenegro | 0 – 2   | Zwitserland            | DG Arena, Podgorica Toeschouwers: 150 Scheidsrechter: Christian-Petru Ciochirca |
| 10 september 2024 19.30 (UTC+2) |            | Verslag | 22' Amenda 27' Matoshi | DG Arena, Podgorica Toeschouwers: 150 Scheidsrechter: Christian-Petru Ciochirca |

|                               |              |         |           |                                                                                |
| 11 oktober 2024 20.00 (UTC+2) | Zwitserland  | 1 – 1   | Finland   | Swissporarena, Luzern Toeschouwers: 5.858 Scheidsrechter: Alejandro Muñiz Ruiz |
| 11 oktober 2024 20.00 (UTC+2) | Jaquez 90+3' | Verslag | 72' Terho | Swissporarena, Luzern Toeschouwers: 5.858 Scheidsrechter: Alejandro Muñiz Ruiz |

|                               |                       |         |         |                                                                                 |
| 15 oktober 2024 18.00 (UTC+2) | Albanië               | 1 – 0   | Armenië | Arena Kombëtare, Tirana Toeschouwers: 2.500 Scheidsrechter: Kyriakos Athanasiou |
| 15 oktober 2024 18.00 (UTC+2) | Aventisian 57' (e.d.) | Verslag |         | Arena Kombëtare, Tirana Toeschouwers: 2.500 Scheidsrechter: Kyriakos Athanasiou |

|                               |                 |         |                 |                                                                         |
| 15 oktober 2024 19.00 (UTC+3) | Finland         | 2 – 1   | Montenegro      | Tammela Stadion, Tampere Toeschouwers: 3.916 Scheidsrechter: Damian Kos |
| 15 oktober 2024 19.00 (UTC+3) | Skyttä 10', 71' | Verslag | 5' (e.d.) Naamo | Tammela Stadion, Tampere Toeschouwers: 3.916 Scheidsrechter: Damian Kos |

|                               |                           |         |                        |                                                                                     |
| 15 oktober 2024 19.00 (UTC+3) | Roemenië                  | 3 – 1   | Zwitserland            | Rapid-Giuleștistadion, Boekarest Toeschouwers: 9.056 Scheidsrechter: Marc Nagtegaal |
| 15 oktober 2024 19.00 (UTC+3) | Stoica 16', 35' Akdağ 68' | Verslag | 28' Jaquez 65' Hajdari | Rapid-Giuleștistadion, Boekarest Toeschouwers: 9.056 Scheidsrechter: Marc Nagtegaal |

#### Groep F
| Pos | Team          | Wed | W | G | V | Ptn | DV | DT | +/− | Kwalificatie           |       |       |       |       |       |       |       |
| --- | ------------- | --- | - | - | - | --- | -- | -- | --- | ---------------------- | ----- | ----- | ----- | ----- | ----- | ----- | ----- |
| 1   | Engeland      | 10  | 8 | 1 | 1 | 25  | 41 | 6  | +35 | Deelname hoofdtoernooi |       |       | 2 – 1 | 9 – 1 | 3 – 0 | 7 – 0 | 7 – 0 |
| 2   | Oekraïne      | 10  | 8 | 0 | 2 | 24  | 20 | 7  | +13 | Deelname hoofdtoernooi |       | 3 – 2 |       | 2 – 1 | 1 – 0 | 4 – 0 | 1 – 0 |
| 3   | Servië        | 10  | 5 | 1 | 4 | 16  | 13 | 18 | −5  |                        |       | 0 – 3 | 1 – 0 |       | 1 – 2 | 2 – 0 | 2 – 0 |
| 4   | Noord-Ierland | 10  | 3 | 2 | 5 | 11  | 10 | 10 | 0   |                        | 0 – 0 | 1 – 2 | 1 – 2 |       | 0 – 1 | 5 – 0 |       |
| 5   | Luxemburg     | 10  | 2 | 2 | 6 | 8   | 6  | 23 | −17 |                        | 0 – 3 | 0 – 3 | 1 – 1 | 0 – 0 |       | 2 – 0 |       |
| 6   | Azerbeidzjan  | 10  | 1 | 0 | 9 | 3   | 4  | 30 | −26 |                        | 1 – 5 | 0 – 3 | 0 – 2 | 0 – 1 | 3 – 2 |       |       |

|                                |               |         |               |                                                                           |
| 7 september 2023 14.00 (UTC+1) | Noord-Ierland | 0 – 1   | Luxemburg     | Mourneview Park, Lurgan Toeschouwers: 333 Scheidsrechter: Andreas Argyrou |
| 7 september 2023 14.00 (UTC+1) |               | Verslag | 13' Rodrigues | Mourneview Park, Lurgan Toeschouwers: 333 Scheidsrechter: Andreas Argyrou |

|                                 |           |         |                                | |
| 11 september 2023 18.00 (UTC+2) | Luxemburg | 0 – 3   | Engeland                       | Stade Municipal de la Ville de Differdange, Differdange Toeschouwers: 1.405 Scheidsrechter: Miloš Savović |
| 11 september 2023 18.00 (UTC+2) |           | Verslag | 43' Delap 58' Doyle 67' Palmer | Stade Municipal de la Ville de Differdange, Differdange Toeschouwers: 1.405 Scheidsrechter: Miloš Savović |

|                                 |           |         |               |                                                                                 |
| 12 september 2023 18.30 (UTC+2) | Oekraïne  | 1 – 0   | Noord-Ierland | NTC Poprad, Poprad (Slowakije) Toeschouwers: 275 Scheidsrechter: Kai Erik Steen |
| 12 september 2023 18.30 (UTC+2) | Roman 70' | Verslag |               | NTC Poprad, Poprad (Slowakije) Toeschouwers: 275 Scheidsrechter: Kai Erik Steen |

|                                 |               |         |                    |                                                                                   |
| 12 september 2023 20.00 (UTC+2) | Servië        | 2 – 0   | Azerbeidzjan       | Sportski centar FSS, Stara Pazova Toeschouwers: 412 Scheidsrechter: Erkan Özdamar |
| 12 september 2023 20.00 (UTC+2) | Ilić 19', 26' | Verslag | 46', 90' Damadajev | Sportski centar FSS, Stara Pazova Toeschouwers: 412 Scheidsrechter: Erkan Özdamar |

|                               |              |         |                           |                                                                       |
| 12 oktober 2023 18.00 (UTC+4) | Azerbeidzjan | 0 – 1   | Noord-Ierland             | Azersun Arena, Bakoe Toeschouwers: 300 Scheidsrechter: Georgi Davidov |
| 12 oktober 2023 18.00 (UTC+4) |              | Verslag | 19' McGuckin 37' Donnelly | Azersun Arena, Bakoe Toeschouwers: 300 Scheidsrechter: Georgi Davidov |

|                               |           |         |                                             | |
| 12 oktober 2023 19.30 (UTC+2) | Luxemburg | 0 – 3   | Oekraïne                                    | Emile Mayrischstadion, Esch-sur-Alzette Toeschouwers: 661 Scheidsrechter: Vilhjálmur Alvar Þórarinsson |
| 12 oktober 2023 19.30 (UTC+2) |           | Verslag | 45' Krasnopir 69' Vjoennyk 90+4' Kvasnytsja | Emile Mayrischstadion, Esch-sur-Alzette Toeschouwers: 661 Scheidsrechter: Vilhjálmur Alvar Þórarinsson |

|                               |                                                                                                |         |           |                                                                             |
| 12 oktober 2023 19.45 (UTC+1) | Engeland                                                                                       | 9 – 1   | Servië    | City Ground, Nottingham Toeschouwers: 14.753 Scheidsrechter: Sven Jablonski |
| 12 oktober 2023 19.45 (UTC+1) | Philogene 38', 63' Delap 42' Elliott 45+7', 90+1' Madueke 53', 59' Subotić 87' (e.d.) Rowe 89' | Verslag | 27' Lučić | City Ground, Nottingham Toeschouwers: 14.753 Scheidsrechter: Sven Jablonski |

|                               |                                              |         |                           |                                                                                                 |
| 16 oktober 2023 18.30 (UTC+2) | Oekraïne                                     | 3 – 2   | Engeland                  | Košická futbalová aréna, Košice (Slowakije) Toeschouwers: 3.245 Scheidsrechter: Gustavo Correia |
| 16 oktober 2023 18.30 (UTC+2) | Volosjyn 31' Otsjeretko 43' Kvasnytsja 90+4' | Verslag | 67' Madueke 89' Cresswell | Košická futbalová aréna, Košice (Slowakije) Toeschouwers: 3.245 Scheidsrechter: Gustavo Correia |

|                               |                     |         |                        |                                                                              |
| 16 oktober 2023 19.30 (UTC+1) | Noord-Ierland       | 1 – 2   | Servië                 | Mourneview Park, Lurgan Toeschouwers: 443 Scheidsrechter: Kristoffer Hagenes |
| 16 oktober 2023 19.30 (UTC+1) | McGuckin 51' (pen.) | Verslag | 15' Lučić 82' Pantović | Mourneview Park, Lurgan Toeschouwers: 443 Scheidsrechter: Kristoffer Hagenes |

|                               |                                                          |         |                          |                                                                        |
| 17 oktober 2023 18.00 (UTC+4) | Azerbeidzjan                                             | 3 – 2   | Luxemburg                | Azersun Arena, Bakoe Toeschouwers: 200 Scheidsrechter: Dumitru Muntean |
| 17 oktober 2023 18.00 (UTC+4) | Akhundzade 41' (pen.) Torres 88' (e.d.) Salyanskiy 90+1' | Verslag | 45+5' Berberi 55' Elshan | Azersun Arena, Bakoe Toeschouwers: 200 Scheidsrechter: Dumitru Muntean |

|                                |                                                  |         |                  |                                                                                           |
| 17 november 2023 19.00 (UTC+1) | Oekraïne                                         | 4 – 0   | Luxemburg        | Estadio Nueva Condomina, Murcia (Spanje) Toeschouwers: 1.026 Scheidsrechter: Sandi Putros |
| 17 november 2023 19.00 (UTC+1) | Vanat 35' Batagov 64' Volosjyn 66' Krasnopir 74' | Verslag | 26', 49' Berberi | Estadio Nueva Condomina, Murcia (Spanje) Toeschouwers: 1.026 Scheidsrechter: Sandi Putros |

|                                |        |         |                            |                                                                                       |
| 18 november 2023 17.00 (UTC+1) | Servië | 0 – 3   | Engeland                   | TSC Arena, Bačka Topola Toeschouwers: 1.200 Scheidsrechter: Peter Kjærsgaard-Andersen |
| 18 november 2023 17.00 (UTC+1) |        | Verslag | 5', 19' McAtee 55' Elliott | TSC Arena, Bačka Topola Toeschouwers: 1.200 Scheidsrechter: Peter Kjærsgaard-Andersen |

|                                |                    |         |              |                                                                                                 |
| 21 november 2023 19.00 (UTC+1) | Oekraïne           | 1 – 0   | Azerbeidzjan | Estadio Nueva Condomina, Murcia (Spanje) Toeschouwers: 880 Scheidsrechter: Irakli Kvirikasjvili |
| 21 november 2023 19.00 (UTC+1) | Brazjko 34' (pen.) | Verslag |              | Estadio Nueva Condomina, Murcia (Spanje) Toeschouwers: 880 Scheidsrechter: Irakli Kvirikasjvili |

|                                |                      |         |           |                                                                                      |
| 21 november 2023 19.00 (UTC+1) | Servië               | 2 – 0   | Luxemburg | Sportski centar FSS, Stara Pazova Toeschouwers: 300 Scheidsrechter: Sigurd Kringstad |
| 21 november 2023 19.00 (UTC+1) | Ratkov 13' Lučić 30' | Verslag |           | Sportski centar FSS, Stara Pazova Toeschouwers: 300 Scheidsrechter: Sigurd Kringstad |

|                              |                             |         |               |                                                                             |
| 21 november 2023 19.45 (UTC) | Engeland                    | 3 – 0   | Noord-Ierland | Goodison Park, Liverpool Toeschouwers: 7.890 Scheidsrechter: Lothar D'Hondt |
| 21 november 2023 19.45 (UTC) | Morton 31' Elliott 52', 80' | Verslag |               | Goodison Park, Liverpool Toeschouwers: 7.890 Scheidsrechter: Lothar D'Hondt |

|                             |              |         |                                                          |                                                                      |
| 22 maart 2024 16.00 (UTC+4) | Azerbeidzjan | 1 – 5   | Engeland                                                 | Azersun Arena, Bakoe Toeschouwers: 500 Scheidsrechter: Antoni Bandić |
| 22 maart 2024 16.00 (UTC+4) | Nasirli 86'  | Verslag | 25', 67' Elliott 29' Madueke 53' Harwood-Bellis 88' Gray | Azersun Arena, Bakoe Toeschouwers: 500 Scheidsrechter: Antoni Bandić |

|                             |               |         |             |                                                                                                  |
| 22 maart 2024 19.30 (UTC+1) | Luxemburg     | 1 – 1   | Servië      | Emile Mayrischstadion, Esch-sur-Alzette Toeschouwers: 973 Scheidsrechter: Chrysovalantis Theouli |
| 22 maart 2024 19.30 (UTC+1) | Gonçalves 51' | Verslag | 4' Mitrović | Emile Mayrischstadion, Esch-sur-Alzette Toeschouwers: 973 Scheidsrechter: Chrysovalantis Theouli |

|                             |              |         |                                            |                                                                  |
| 26 maart 2024 16.00 (UTC+4) | Azerbeidzjan | 0 – 3   | Oekraïne                                   | Azersun Arena, Bakoe Toeschouwers: 250 Scheidsrechter: Dario Bel |
| 26 maart 2024 16.00 (UTC+4) |              | Verslag | 25' Jatsyk 40' Otsjeretko 56' Roebtsjynsky | Azersun Arena, Bakoe Toeschouwers: 250 Scheidsrechter: Dario Bel |

|                             |              |         |                        |                                                                          |
| 26 maart 2024 18.00 (UTC+1) | Servië       | 1 – 2   | Noord-Ierland          | Dubočicastadion, Leskovac Toeschouwers: 2.958 Scheidsrechter: Yigal Frid |
| 26 maart 2024 18.00 (UTC+1) | Mitrović 39' | Verslag | 56' Allen 70' Farquhar | Dubočicastadion, Leskovac Toeschouwers: 2.958 Scheidsrechter: Yigal Frid |

|                           |                                                                          |         |           |                                                                                           |
| 26 maart 2024 19.00 (UTC) | Engeland                                                                 | 7 – 0   | Luxemburg | University of Bolton Stadium, Bolton Toeschouwers: 11.620 Scheidsrechter: Jasper Vergoote |
| 26 maart 2024 19.00 (UTC) | Madueke 23', 55' Iling-Junior 41', 72' Bynoe-Gittens 51' Rogers 62', 82' | Verslag |           | University of Bolton Stadium, Bolton Toeschouwers: 11.620 Scheidsrechter: Jasper Vergoote |

|                                |                                    |         |           |                                                                                 |
| 6 september 2024 19.00 (UTC+3) | Oekraïne                           | 2 – 1   | Servië    | LNK Sporta Parks, Riga (Letland) Toeschouwers: 424 Scheidsrechter: Simone Sozza |
| 6 september 2024 19.00 (UTC+3) | Volosjyn 34' Jarmoljoek 58' (pen.) | Verslag | 7' Baždar | LNK Sporta Parks, Riga (Letland) Toeschouwers: 424 Scheidsrechter: Simone Sozza |

|                                |                          |         |              |                                                                                               |
| 6 september 2024 19.30 (UTC+2) | Luxemburg                | 2 – 0   | Azerbeidzjan | Emile Mayrischstadion, Esch-sur-Alzette Toeschouwers: 256 Scheidsrechter: Désirée Grundbacher |
| 6 september 2024 19.30 (UTC+2) | Elshan 21', 45+2' (pen.) | Verslag |              | Emile Mayrischstadion, Esch-sur-Alzette Toeschouwers: 256 Scheidsrechter: Désirée Grundbacher |

|                                |               |       |          |                                                                            |
| 6 september 2024 19.45 (UTC+1) | Noord-Ierland | 0 – 0 | Engeland | The Showgrounds, Ballymena Toeschouwers: 3.237 Scheidsrechter: David Šmajc |
| 6 september 2024 19.45 (UTC+1) | Verslag       |       |          | The Showgrounds, Ballymena Toeschouwers: 3.237 Scheidsrechter: David Šmajc |

|                                 |              |         |                            |                                                                      |
| 10 september 2024 19.00 (UTC+4) | Azerbeidzjan | 0 – 2   | Servië                     | Dalga Arena, Bakoe Toeschouwers: 180 Scheidsrechter: Bastien Dechepy |
| 10 september 2024 19.00 (UTC+4) |              | Verslag | 19' Đurđević 26' Mijatović | Dalga Arena, Bakoe Toeschouwers: 180 Scheidsrechter: Bastien Dechepy |

|                                 |                  |         |                                       |                                                                             |
| 10 september 2024 19.45 (UTC+1) | Noord-Ierland    | 1 – 2   | Oekraïne                              | The Showgrounds, Ballymena Toeschouwers: 697 Scheidsrechter: Oliver Reitala |
| 10 september 2024 19.45 (UTC+1) | Allen 81' (pen.) | Verslag | 10' Volosjyn 30' Braharoe 80' Batagov | The Showgrounds, Ballymena Toeschouwers: 697 Scheidsrechter: Oliver Reitala |

|                               |                   |         |              |                                                                            |
| 11 oktober 2024 19.45 (UTC+1) | Engeland          | 2 – 1   | Oekraïne     | Dean Court, Bournemouth Toeschouwers: 9.858 Scheidsrechter: Joakim Östling |
| 11 oktober 2024 19.45 (UTC+1) | McAtee 88', 90+2' | Verslag | 70' Mychavko | Dean Court, Bournemouth Toeschouwers: 9.858 Scheidsrechter: Joakim Östling |

|                               |                                                                            |         |              |                                                                                   |
| 12 oktober 2024 15.00 (UTC+1) | Noord-Ierland                                                              | 5 – 0   | Azerbeidzjan | The Showgrounds, Ballymena Toeschouwers: 440 Scheidsrechter: Heini Ziskason Viðoy |
| 12 oktober 2024 15.00 (UTC+1) | Allen 11' (pen.) McKiernan 56' Kelly 64' Devenny 68' Samigullin 81' (e.d.) | Verslag |              | The Showgrounds, Ballymena Toeschouwers: 440 Scheidsrechter: Heini Ziskason Viðoy |

|                               |                                                                                                |         |              |                                                                           |
| 15 oktober 2024 19.30 (UTC+1) | Engeland                                                                                       | 7 – 0   | Azerbeidzjan | Ashton Gate, Bristol Toeschouwers: 14.974 Scheidsrechter: Ivana Martinčić |
| 15 oktober 2024 19.30 (UTC+1) | Cresswell 2' Doyle 27' McAtee 55' Hüseynov 70' (e.d.) Anderson 72' Scarlett 86' Hutchinson 90' | Verslag |              | Ashton Gate, Bristol Toeschouwers: 14.974 Scheidsrechter: Ivana Martinčić |

|                               |           |         |                |                                                                                          |
| 15 oktober 2024 20.30 (UTC+2) | Luxemburg | 0 – 0   | Noord-Ierland  | Emile Mayrischstadion, Esch-sur-Alzette Toeschouwers: 257 Scheidsrechter: Visar Kastrati |
| 15 oktober 2024 20.30 (UTC+2) |           | Verslag | 12', 72' Allen | Emile Mayrischstadion, Esch-sur-Alzette Toeschouwers: 257 Scheidsrechter: Visar Kastrati |

|                               |             |         |          |                                                                                        |
| 15 oktober 2024 20.30 (UTC+2) | Servië      | 1 – 0   | Oekraïne | Sportski centar FSS, Stara Pazova Toeschouwers: 214 Scheidsrechter: Robert Ian Jenkins |
| 15 oktober 2024 20.30 (UTC+2) | Aleksić 21' | Verslag |          | Sportski centar FSS, Stara Pazova Toeschouwers: 214 Scheidsrechter: Robert Ian Jenkins |

#### Groep G
| Pos | Team        | Wed | W | G | V | Ptn | DV | DT | +/− | Kwalificatie           |       |       |       |       |       |       |       |
| --- | ----------- | --- | - | - | - | --- | -- | -- | --- | ---------------------- | ----- | ----- | ----- | ----- | ----- | ----- | ----- |
| 1   | Portugal    | 10  | 9 | 0 | 1 | 27  | 33 | 6  | +27 | Deelname hoofdtoernooi |       |       | 5 – 1 | 2 – 0 | 4 – 0 | 6 – 1 | 3 – 0 |
| 2   | Kroatië     | 10  | 7 | 1 | 2 | 22  | 20 | 14 | +6  | Play-offs              |       | 0 – 2 |       | 3 – 2 | 2 – 1 | 2 – 0 | 2 – 0 |
| 3   | Griekenland | 10  | 5 | 2 | 3 | 17  | 16 | 10 | +6  |                        |       | 2 – 1 | 2 – 2 |       | 3 – 0 | 1 – 1 | 1 – 0 |
| 4   | Faeröer     | 10  | 3 | 1 | 6 | 10  | 11 | 24 | −13 |                        | 1 – 3 | 2 – 4 | 0 – 4 |       | 1 – 0 | 2 – 2 |       |
| 5   | Wit-Rusland | 10  | 1 | 3 | 6 | 6   | 6  | 20 | −14 |                        | 0 – 5 | 0 – 1 | 1 – 0 | 2 – 3 |       | 0 – 0 |       |
| 6   | Andorra     | 10  | 0 | 3 | 7 | 3   | 4  | 16 | −12 |                        | 1 – 2 | 0 – 3 | 0 – 1 | 0 – 1 | 1 – 1 |       |       |

|                             |             |       |         |                                                                               |
| 24 maart 2023 16.00 (UTC+4) | Wit-Rusland | 0 – 0 | Andorra | Armavirstadion, Armavir (Armenië) Toeschouwers: 0 Scheidsrechter: Filip Glova |
| 24 maart 2023 16.00 (UTC+4) | Verslag     |       |         | Armavirstadion, Armavir (Armenië) Toeschouwers: 0 Scheidsrechter: Filip Glova |

|                             |             |         |             |                                                                                        |
| 28 maart 2023 17.00 (UTC+3) | Griekenland | 1 – 1   | Wit-Rusland | Apostolos Nikolaidisstadion, Athene Toeschouwers: 150 Scheidsrechter: Sigurd Kringstad |
| 28 maart 2023 17.00 (UTC+3) | Tzolis 11'  | Verslag | 53' Kasarab | Apostolos Nikolaidisstadion, Athene Toeschouwers: 150 Scheidsrechter: Sigurd Kringstad |

|                            |                                   |         |                      |                                                                          |
| 16 juni 2023 18.00 (UTC+1) | Faeröer                           | 2 – 2   | Andorra              | Við Djúpumýrar, Klaksvík Toeschouwers: 1.061 Scheidsrechter: David Munro |
| 16 juni 2023 18.00 (UTC+1) | Nielsen 13' (pen.) Dahl-Olsen 74' | Verslag | 22' Solà 58' Rodrigo | Við Djúpumýrar, Klaksvík Toeschouwers: 1.061 Scheidsrechter: David Munro |

|                            |           |         |                      |                                                                              |
| 20 juni 2023 20.00 (UTC+2) | Andorra   | 1 – 1   | Wit-Rusland          | Estadi Nacional, Andorra la Vella Toeschouwers: 533 Scheidsrechter: Tom Owen |
| 20 juni 2023 20.00 (UTC+2) | Rosas 58' | Verslag | 65' (pen.) Zinovitsj | Estadi Nacional, Andorra la Vella Toeschouwers: 533 Scheidsrechter: Tom Owen |

|                                |                               |         |                       |                                                                                       |
| 7 september 2023 17.30 (UTC+4) | Wit-Rusland                   | 2 – 3   | Faeröer               | Armavirstadion, Armavir (Armenië) Toeschouwers: 0 Scheidsrechter: Ashot Ghaltakhchyan |
| 7 september 2023 17.30 (UTC+4) | Rovdo 73' Jakoesjevitsj 90+3' | Verslag | 34', 48', 59' Nielsen | Armavirstadion, Armavir (Armenië) Toeschouwers: 0 Scheidsrechter: Ashot Ghaltakhchyan |

|                                |                                |         |         |                                                                                             |
| 8 september 2023 17.30 (UTC+1) | Portugal                       | 3 – 0   | Andorra | Estádio da Mata Real, Paços de Ferreira Toeschouwers: 2.203 Scheidsrechter: Jochem Kamphuis |
| 8 september 2023 17.30 (UTC+1) | Araújo 32' Silva 60' Tomás 71' | Verslag |         | Estádio da Mata Real, Paços de Ferreira Toeschouwers: 2.203 Scheidsrechter: Jochem Kamphuis |

|                                 |             |         |                                                       |                                                                                 |
| 12 september 2023 17.00 (UTC+4) | Wit-Rusland | 0 – 5   | Portugal                                              | Armavirstadion, Armavir (Armenië) Toeschouwers: 0 Scheidsrechter: Antoni Bandić |
| 12 september 2023 17.00 (UTC+4) |             | Verslag | 9', 35' (pen.) Silva 26' Araújo 45' Marques 89' Gomes | Armavirstadion, Armavir (Armenië) Toeschouwers: 0 Scheidsrechter: Antoni Bandić |

|                                 |         |         |             |                                                                                    |
| 12 september 2023 19.00 (UTC+2) | Andorra | 0 – 1   | Griekenland | Estadi Nacional, Andorra la Vella Toeschouwers: 506 Scheidsrechter: Jamie Robinson |
| 12 september 2023 19.00 (UTC+2) |         | Verslag | 49' Tzolis  | Estadi Nacional, Andorra la Vella Toeschouwers: 506 Scheidsrechter: Jamie Robinson |

|                                 |                     |         |                                              |                                                                            |
| 12 september 2023 18.00 (UTC+1) | Faeröer             | 2 – 4   | Kroatië                                      | Við Djúpumýrar, Klaksvík Toeschouwers: 1.118 Scheidsrechter: Jérémy Muller |
| 12 september 2023 18.00 (UTC+1) | Dahl-Olsen 78', 85' | Verslag | 17' Šimić 44' Hodža 75' Beljo 90+2' Ljubičić | Við Djúpumýrar, Klaksvík Toeschouwers: 1.118 Scheidsrechter: Jérémy Muller |

|                               |                          |         |                        |                                                                                      |
| 13 oktober 2023 17.00 (UTC+3) | Griekenland              | 2 – 2   | Kroatië                | Theodoros Kolokotronisstadion, Tripolis Toeschouwers: 1.250 Scheidsrechter: Tom Owen |
| 13 oktober 2023 17.00 (UTC+3) | Sourlis 11' Koutsias 89' | Verslag | 23' Hodža 67' Ljubičić | Theodoros Kolokotronisstadion, Tripolis Toeschouwers: 1.250 Scheidsrechter: Tom Owen |

|                               |                                                                        |         |             |                                                                                      |
| 13 oktober 2023 17.30 (UTC+1) | Portugal                                                               | 6 – 1   | Wit-Rusland | Estádio Cidade de Barcelos, Barcelos Toeschouwers: 1.627 Scheidsrechter: Lazar Lukić |
| 13 oktober 2023 17.30 (UTC+1) | Veiga 11' Silva 34' Conceição 41' Bernardo 59' Fernandes 80' Gomes 87' | Verslag | 25' Kasarab | Estádio Cidade de Barcelos, Barcelos Toeschouwers: 1.627 Scheidsrechter: Lazar Lukić |

|                               |                                 |         |             |                                                                                  |
| 17 oktober 2023 17.30 (UTC+2) | Kroatië                         | 2 – 0   | Wit-Rusland | Gradski stadion, Velika Gorica Toeschouwers: 584 Scheidsrechter: Igor Stojčevski |
| 17 oktober 2023 17.30 (UTC+2) | Sučić 45+2' (pen.) Baturina 55' | Verslag |             | Gradski stadion, Velika Gorica Toeschouwers: 584 Scheidsrechter: Igor Stojčevski |

|                               |         |         |               |                                                                                    |
| 17 oktober 2023 20.00 (UTC+2) | Andorra | 0 – 1   | Faeröer       | Estadi Nacional, Andorra la Vella Toeschouwers: 522 Scheidsrechter: Denys Sjoerman |
| 17 oktober 2023 20.00 (UTC+2) |         | Verslag | 31' Bárðarson | Estadi Nacional, Andorra la Vella Toeschouwers: 522 Scheidsrechter: Denys Sjoerman |

|                               |                                |         |             |                                                                                                |
| 17 oktober 2023 19.00 (UTC+1) | Portugal                       | 2 – 0   | Griekenland | Estádio D. Afonso Henriques, Guimarães Toeschouwers: 2.231 Scheidsrechter: Kristoffer Karlsson |
| 17 oktober 2023 19.00 (UTC+1) | Gomes 26' Conceição 73' (pen.) | Verslag |             | Estádio D. Afonso Henriques, Guimarães Toeschouwers: 2.231 Scheidsrechter: Kristoffer Karlsson |

|                                |                                         |         |         |                                                                                             |
| 16 november 2023 16.00 (UTC+2) | Griekenland                             | 3 – 0   | Faeröer | Theodoros Kolokotronisstadion, Tripolis Toeschouwers: 250 Scheidsrechter: Mervan Bejtullahu |
| 16 november 2023 16.00 (UTC+2) | Tzolis 5' Koutsias 51', 80' Zouglis 57' | Verslag |         | Theodoros Kolokotronisstadion, Tripolis Toeschouwers: 250 Scheidsrechter: Mervan Bejtullahu |

|                                |                       |         |              |                                                                                  |
| 20 november 2023 14.00 (UTC+4) | Wit-Rusland           | 0 – 1   | Kroatië      | Armavirstadion, Armavir (Armenië) Toeschouwers: 0 Scheidsrechter: Peter Kralović |
| 20 november 2023 14.00 (UTC+4) | Moskalenchyk 20', 73' | Verslag | 84' Ljubičić | Armavirstadion, Armavir (Armenië) Toeschouwers: 0 Scheidsrechter: Peter Kralović |

|                                |                          |         |               |                                                                                        |
| 20 november 2023 16.00 (UTC+2) | Griekenland              | 2 – 1   | Portugal      | Theodoros Kolokotronisstadion, Tripolis Toeschouwers: 500 Scheidsrechter: Nikola Popov |
| 20 november 2023 16.00 (UTC+2) | Tzolis 31' Panagidis 50' | Verslag | 29' Conceição | Theodoros Kolokotronisstadion, Tripolis Toeschouwers: 500 Scheidsrechter: Nikola Popov |

|                           |                                                    |         |         |                                                                              |
| 21 maart 2024 17.30 (UTC) | Portugal                                           | 4 – 0   | Faeröer | Estádio de São Luís, Faro Toeschouwers: 712 Scheidsrechter: Joonas Jaanovits |
| 21 maart 2024 17.30 (UTC) | Silva 52' Forbs 87' Chermiti 90+4' Fernandes 90+7' | Verslag |         | Estádio de São Luís, Faro Toeschouwers: 712 Scheidsrechter: Joonas Jaanovits |

|                             |         |         |                                            |                                                                                    |
| 21 maart 2024 19.00 (UTC+1) | Andorra | 0 – 3   | Kroatië                                    | Estadi Nacional, Andorra la Vella Toeschouwers: 523 Scheidsrechter: Oliver Reitala |
| 21 maart 2024 19.00 (UTC+1) |         | Verslag | 2' (e.d.) Izquierdo 8' Ljubičić 86' Bukvić | Estadi Nacional, Andorra la Vella Toeschouwers: 523 Scheidsrechter: Oliver Reitala |

|                             |                     |         |             |                                                                                |
| 22 maart 2024 15.30 (UTC+4) | Wit-Rusland         | 1 – 0   | Griekenland | Armavirstadion, Armavir (Armenië) Toeschouwers: 0 Scheidsrechter: Marian Barbu |
| 22 maart 2024 15.30 (UTC+4) | Martynov 57' (pen.) | Verslag |             | Armavirstadion, Armavir (Armenië) Toeschouwers: 0 Scheidsrechter: Marian Barbu |

|                             |             |         |                 |                                                                                        |
| 26 maart 2024 16.00 (UTC+2) | Griekenland | 1 – 0   | Andorra         | Theodoros Kolokotronisstadion, Tripolis Toeschouwers: 651 Scheidsrechter: Luka Bilbija |
| 26 maart 2024 16.00 (UTC+2) | Sourlis 41' | Verslag | 90+5' De Castro | Theodoros Kolokotronisstadion, Tripolis Toeschouwers: 651 Scheidsrechter: Luka Bilbija |

|                           |                                                   |         |                     |                                                                           |
| 26 maart 2024 17.30 (UTC) | Portugal                                          | 5 – 1   | Kroatië             | Estádio de São Luís, Faro Toeschouwers: 1.523 Scheidsrechter: Rohit Saggi |
| 26 maart 2024 17.30 (UTC) | Santos 3', 11', 22' Bernardo 25' Silva 63' (pen.) | Verslag | 15' (pen.) Ljubičić | Estádio de São Luís, Faro Toeschouwers: 1.523 Scheidsrechter: Rohit Saggi |

|                                |                                         |         |                           |                                                                                 |
| 5 september 2024 17.00 (UTC+2) | Kroatië                                 | 2 – 1   | Faeröer                   | Stadion Kranjčevićeva, Zagreb Toeschouwers: 921 Scheidsrechter: Robert Hennessy |
| 5 september 2024 17.00 (UTC+2) | Ljubičić 39' (pen.) Ivanović 89' (pen.) | Verslag | 74' Øregaard 90+3' Nolsøe | Stadion Kranjčevićeva, Zagreb Toeschouwers: 921 Scheidsrechter: Robert Hennessy |

|                                 |         |         |                                                      |                                                                            |
| 10 september 2024 17.30 (UTC+1) | Faeröer | 0 – 4   | Griekenland                                          | Við Djúpumýrar, Klaksvík Toeschouwers: 253 Scheidsrechter: Jasper Vergoote |
| 10 september 2024 17.30 (UTC+1) |         | Verslag | 13' Kourfalidis 22' Kostis 51' Koutsias 65' Niarchos | Við Djúpumýrar, Klaksvík Toeschouwers: 253 Scheidsrechter: Jasper Vergoote |

|                                 |         |         |                        |                                                                                              |
| 10 september 2024 19.00 (UTC+2) | Kroatië | 0 – 2   | Portugal               | Stadion Branko Čavlović-Čavlek, Karlovac Toeschouwers: 3.471 Scheidsrechter: Eric Wattellier |
| 10 september 2024 19.00 (UTC+2) |         | Verslag | 50' Bernardo 89' Forbs | Stadion Branko Čavlović-Čavlek, Karlovac Toeschouwers: 3.471 Scheidsrechter: Eric Wattellier |

|                               |              |         |                                 |                                                                           |
| 11 oktober 2024 16.00 (UTC+1) | Faeröer      | 1 – 3   | Portugal                        | Við Djúpumýrar, Klaksvík Toeschouwers: 300 Scheidsrechter: Jovan Kačevski |
| 11 oktober 2024 16.00 (UTC+1) | Bárðarson 3' | Verslag | 38' Silva 67' Brás 89' Bernardo | Við Djúpumýrar, Klaksvík Toeschouwers: 300 Scheidsrechter: Jovan Kačevski |

|                               |                     |         |         |                                                                                  |
| 11 oktober 2024 18.00 (UTC+2) | Kroatië             | 2 – 0   | Andorra | Gradski stadion, Koprivnica Toeschouwers: 1.789 Scheidsrechter: Joonas Jaanovits |
| 11 oktober 2024 18.00 (UTC+2) | Beljo 60' Hodža 86' | Verslag |         | Gradski stadion, Koprivnica Toeschouwers: 1.789 Scheidsrechter: Joonas Jaanovits |

|                               |           |         |                      |                                                                                     |
| 15 oktober 2024 18.00 (UTC+2) | Andorra   | 1 – 2   | Portugal             | Estadi Nacional, Andorra la Vella Toeschouwers: 876 Scheidsrechter: Dmytro Koebrjak |
| 15 oktober 2024 18.00 (UTC+2) | Rosas 90' | Verslag | 17' Araújo 85' Silva | Estadi Nacional, Andorra la Vella Toeschouwers: 876 Scheidsrechter: Dmytro Koebrjak |

|                               |            |         |             |                                                                     |
| 15 oktober 2024 17.00 (UTC+1) | Faeröer    | 1 – 0   | Wit-Rusland | Tórsvøllur, Tórshavn Toeschouwers: 357 Scheidsrechter: Kamal Umudlu |
| 15 oktober 2024 17.00 (UTC+1) | Mneney 36' | Verslag |             | Tórsvøllur, Tórshavn Toeschouwers: 357 Scheidsrechter: Kamal Umudlu |

|                               |                                      |         |                                |                                                                              |
| 15 oktober 2024 18.00 (UTC+2) | Kroatië                              | 3 – 2   | Griekenland                    | Gradski stadion, Koprivnica Toeschouwers: 2.479 Scheidsrechter: Sandi Putros |
| 15 oktober 2024 18.00 (UTC+2) | Kačavenda 15' Beljo 34' Vušković 76' | Verslag | 45+3' Kostoulas 45+4' Bakoulas | Gradski stadion, Koprivnica Toeschouwers: 2.479 Scheidsrechter: Sandi Putros |

#### Groep H
| Pos | Team                  | Wed | W | G | V | Ptn | DV | DT | +/− | Kwalificatie           |       |       |       |       |       |       |
| --- | --------------------- | --- | - | - | - | --- | -- | -- | --- | ---------------------- | ----- | ----- | ----- | ----- | ----- | ----- |
| 1   | Slovenië              | 8   | 5 | 2 | 1 | 17  | 13 | 7  | +6  | Deelname hoofdtoernooi |       |       | 0 – 4 | 1 – 0 | 2 – 0 | 3 – 0 |
| 2   | Frankrijk             | 8   | 5 | 1 | 2 | 16  | 22 | 6  | +16 | Deelname hoofdtoernooi |       | 1 – 1 |       | 1 – 2 | 9 – 0 | 2 – 0 |
| 3   | Oostenrijk            | 8   | 4 | 3 | 1 | 15  | 12 | 6  | +6  |                        |       | 1 – 1 | 2 – 0 |       | 2 – 2 | 2 – 0 |
| 4   | Cyprus                | 8   | 1 | 2 | 5 | 5   | 7  | 23 | −16 |                        | 0 – 3 | 0 – 3 | 1 – 1 |       | 1 – 2 |       |
| 5   | Bosnië en Herzegovina | 8   | 1 | 0 | 7 | 3   | 5  | 17 | −12 |                        | 1 – 2 | 1 – 2 | 0 – 2 | 1 – 3 |       |       |

|                                |                       |         |                        |                                                                                           |
| 7 september 2023 18.45 (UTC+2) | Bosnië en Herzegovina | 1 – 2   | Slovenië               | Stadion Grbavica, Sarajevo Toeschouwers: 500 Scheidsrechter: Kári Jóannesarson Á Høvdanum |
| 7 september 2023 18.45 (UTC+2) | Bristrić 53'          | Verslag | 67' Begić 72' T. Cipot | Stadion Grbavica, Sarajevo Toeschouwers: 500 Scheidsrechter: Kári Jóannesarson Á Høvdanum |

|                                |             |         |                      |                                                                    |
| 7 september 2023 20.00 (UTC+3) | Cyprus      | 1 – 1   | Oostenrijk           | Dasakistadion, Achna Toeschouwers: 321 Scheidsrechter: Ante Čulina |
| 7 september 2023 20.00 (UTC+3) | Gavriel 76' | Verslag | 51' Baidoo 56' Ballo | Dasakistadion, Achna Toeschouwers: 321 Scheidsrechter: Ante Čulina |

|                                 |          |         |                                        |                                                                         |
| 11 september 2023 18.00 (UTC+2) | Slovenië | 0 – 4   | Frankrijk                              | Bonifikastadion, Koper Toeschouwers: 1.994 Scheidsrechter: Ondřej Berka |
| 11 september 2023 18.00 (UTC+2) |          | Verslag | 45+1', 57' Barcola 50' Cherki 88' Mara | Bonifikastadion, Koper Toeschouwers: 1.994 Scheidsrechter: Ondřej Berka |

|                                 |                          |         |                       |                                                                                   |
| 12 september 2023 18.00 (UTC+2) | Oostenrijk               | 2 – 0   | Bosnië en Herzegovina | Josko Arena, Ried im Innkreis Toeschouwers: 2.650 Scheidsrechter: Miguel Nogueira |
| 12 september 2023 18.00 (UTC+2) | Querfeld 63' Bischof 66' | Verslag |                       | Josko Arena, Ried im Innkreis Toeschouwers: 2.650 Scheidsrechter: Miguel Nogueira |

|                               |        |         |                                    |                                                                    |
| 13 oktober 2023 19.00 (UTC+3) | Cyprus | 0 – 3   | Slovenië                           | Dasakistadion, Achna Toeschouwers: 270 Scheidsrechter: David Munro |
| 13 oktober 2023 19.00 (UTC+3) |        | Verslag | 6', 23' T. Cipot 76' Flakus Bosilj | Dasakistadion, Achna Toeschouwers: 270 Scheidsrechter: David Munro |

|                               |                       |         |                                             |                                                                                  |
| 13 oktober 2023 18.30 (UTC+2) | Bosnië en Herzegovina | 1 – 2   | Frankrijk                                   | Stadion Grbavica, Sarajevo Toeschouwers: 1.500 Scheidsrechter: Mohammed Al-Emara |
| 13 oktober 2023 18.30 (UTC+2) | Bristrić 28'          | Verslag | 32' Cherki 90+2' Kalimuendo 87', 90+6' Doué | Stadion Grbavica, Sarajevo Toeschouwers: 1.500 Scheidsrechter: Mohammed Al-Emara |

|                               |                                |         |            |                                                                                     |
| 17 oktober 2023 18.00 (UTC+2) | Slovenië                       | 1 – 0   | Oostenrijk | Fazanerijastadion, Murska Sobota Toeschouwers: 1.217 Scheidsrechter: Visar Kastrati |
| 17 oktober 2023 18.00 (UTC+2) | Sešlar 47' Strajnar 51', 90+1' | Verslag |            | Fazanerijastadion, Murska Sobota Toeschouwers: 1.217 Scheidsrechter: Visar Kastrati |

|                               | |         |        |                                                                               |
| 17 oktober 2023 18.30 (UTC+2) | Frankrijk                                                                                               | 9 – 0   | Cyprus | Stade des Alpes, Grenoble Toeschouwers: 10.271 Scheidsrechter: Miloš Bošković |
| 17 oktober 2023 18.30 (UTC+2) | Antoniou 13' (e.d.) Kalimuendo 30' (pen.), 45' Akliouche 39' Matsima 57' Cherki 64', 80' Tel 69', 90+3' | Verslag |        | Stade des Alpes, Grenoble Toeschouwers: 10.271 Scheidsrechter: Miloš Bošković |

|                                |           |         |                         |                                                                                   |
| 17 november 2023 18.00 (UTC+2) | Cyprus    | 1 – 2   | Bosnië en Herzegovina   | Antonis Papadopoulosstadion, Larnaca Toeschouwers: 173 Scheidsrechter: Ivo Torres |
| 17 november 2023 18.00 (UTC+2) | Okkas 17' | Verslag | 58' Kulašin 79' Sabljić | Antonis Papadopoulosstadion, Larnaca Toeschouwers: 173 Scheidsrechter: Ivo Torres |

|                                |                 |         |           |                                                                                |
| 17 november 2023 18.30 (UTC+1) | Oostenrijk      | 2 – 0   | Frankrijk | Josko Arena, Ried im Innkreis Toeschouwers: 2.655 Scheidsrechter: Robert Jones |
| 17 november 2023 18.30 (UTC+1) | Koller 25', 75' | Verslag |           | Josko Arena, Ried im Innkreis Toeschouwers: 2.655 Scheidsrechter: Robert Jones |

|                             |                                        |         |                        |                                                                                    |
| 22 maart 2024 18.00 (UTC+1) | Slovenië                               | 3 – 0   | Bosnië en Herzegovina  | Fazanerijastadion, Murska Sobota Toeschouwers: 1.024 Scheidsrechter: Elçin Məsiyev |
| 22 maart 2024 18.00 (UTC+1) | T. Cipot 30' Zeljković 37' Pišek 90+2' | Verslag | 45+3', 49' Muharemović | Fazanerijastadion, Murska Sobota Toeschouwers: 1.024 Scheidsrechter: Elçin Məsiyev |

|                             |                                 |         |                       |                                                                                |
| 26 maart 2024 18.00 (UTC+1) | Oostenrijk                      | 2 – 2   | Cyprus                | Josko Arena, Ried im Innkreis Toeschouwers: 1.400 Scheidsrechter: Ondřej Berka |
| 26 maart 2024 18.00 (UTC+1) | Kittos 65' (e.d.) Riegler 90+9' | Verslag | 52' Savva 90' Satsias | Josko Arena, Ried im Innkreis Toeschouwers: 1.400 Scheidsrechter: Ondřej Berka |

|                                |                       |         |                |                                                                            |
| 6 september 2024 18.00 (UTC+2) | Bosnië en Herzegovina | 0 – 2   | Oostenrijk     | Stadion Grbavica, Sarajevo Toeschouwers: 573 Scheidsrechter: Elçin Məsiyev |
| 6 september 2024 18.00 (UTC+2) |                       | Verslag | 56', 77' Seidl | Stadion Grbavica, Sarajevo Toeschouwers: 573 Scheidsrechter: Elçin Məsiyev |

|                                |           |         |              |                                                                                     |
| 6 september 2024 18.30 (UTC+2) | Frankrijk | 1 – 1   | Slovenië     | Stade Raymond-Kopa, Angers Toeschouwers: 6.419 Scheidsrechter: José Munuera Montero |
| 6 september 2024 18.30 (UTC+2) | Doué 54'  | Verslag | 37' T. Cipot | Stade Raymond-Kopa, Angers Toeschouwers: 6.419 Scheidsrechter: José Munuera Montero |

|                                 |                                   |         |        |                                                                              |
| 10 september 2024 18.00 (UTC+2) | Slovenië                          | 2 – 0   | Cyprus | Fazanerijastadion, Murska Sobota Toeschouwers: 753 Scheidsrechter: Genc Nuza |
| 10 september 2024 18.00 (UTC+2) | Koutsakos 27' (e.d.) T. Cipot 84' | Verslag |        | Fazanerijastadion, Murska Sobota Toeschouwers: 753 Scheidsrechter: Genc Nuza |

|                                 |                                  |         |                       |                                                                           |
| 10 september 2024 18.30 (UTC+2) | Frankrijk                        | 2 – 0   | Bosnië en Herzegovina | MMArena, Le Mans Toeschouwers: 5.354 Scheidsrechter: Goga Kikatsjeisjvili |
| 10 september 2024 18.30 (UTC+2) | Akliouche 35' Ekitike 57' (pen.) | Verslag |                       | MMArena, Le Mans Toeschouwers: 5.354 Scheidsrechter: Goga Kikatsjeisjvili |

|                               |                  |         |              |                                                                                         |
| 11 oktober 2024 20.30 (UTC+2) | Oostenrijk       | 1 – 1   | Slovenië     | Wiener Neustadt Arena, Wiener Neustadt Toeschouwers: 1.000 Scheidsrechter: Luca Cibelli |
| 11 oktober 2024 20.30 (UTC+2) | Ballo 56' (pen.) | Verslag | 65' Gradišar | Wiener Neustadt Arena, Wiener Neustadt Toeschouwers: 1.000 Scheidsrechter: Luca Cibelli |

|                               |        |         |                                       |                                                                  |
| 11 oktober 2024 19.00 (UTC+3) | Cyprus | 0 – 3   | Frankrijk                             | Dasakistadion, Achna Toeschouwers: 283 Scheidsrechter: Ion Orlic |
| 11 oktober 2024 19.00 (UTC+3) |        | Verslag | 18' Ekitike 68' Akliouche 89' Nianzou | Dasakistadion, Achna Toeschouwers: 283 Scheidsrechter: Ion Orlic |

|                               |                                 |         |                                  |                                                                            |
| 15 oktober 2024 16.00 (UTC+2) | Bosnië en Herzegovina           | 1 – 3   | Cyprus                           | Stadion Grbavica, Sarajevo Toeschouwers: 120 Scheidsrechter: Peiman Simani |
| 15 oktober 2024 16.00 (UTC+2) | Buljubašić 44' Bristrić 1', 79' | Verslag | 45+2' Koutsakos 47', 67' Satsias | Stadion Grbavica, Sarajevo Toeschouwers: 120 Scheidsrechter: Peiman Simani |

|                               |                |         |                    |                                                                              |
| 15 oktober 2024 18.30 (UTC+2) | Frankrijk      | 1 – 2   | Oostenrijk         | Stade Marcel Picot, Nancy Toeschouwers: 8.471 Scheidsrechter: Mihály Káprály |
| 15 oktober 2024 18.30 (UTC+2) | Kalimuendo 86' | Verslag | 59' Hedl 74' Ballo | Stade Marcel Picot, Nancy Toeschouwers: 8.471 Scheidsrechter: Mihály Káprály |

#### Groep I
| Pos | Team       | Wed | W | G | V | Ptn | DV | DT | +/− | Kwalificatie           |       |       |       |       |       |       |
| --- | ---------- | --- | - | - | - | --- | -- | -- | --- | ---------------------- | ----- | ----- | ----- | ----- | ----- | ----- |
| 1   | Denemarken | 8   | 5 | 2 | 1 | 17  | 18 | 8  | +10 | Deelname hoofdtoernooi |       |       | 2 – 2 | 5 – 0 | 2 – 0 | 3 – 0 |
| 2   | Wales      | 8   | 4 | 2 | 2 | 14  | 13 | 11 | +2  | Play-offs              |       | 1 – 2 |       | 1 – 2 | 1 – 0 | 2 – 1 |
| 3   | Tsjechië   | 8   | 4 | 2 | 2 | 14  | 13 | 11 | +2  |                        |       | 0 – 0 | 1 – 1 |       | 4 – 1 | 3 – 0 |
| 4   | IJsland    | 8   | 3 | 0 | 5 | 9   | 9  | 14 | −5  |                        | 4 – 2 | 1 – 2 | 2 – 1 |       | 0 – 2 |       |
| 5   | Litouwen   | 8   | 1 | 0 | 7 | 3   | 7  | 16 | −9  |                        | 1 – 2 | 2 – 3 | 1 – 2 | 0 – 1 |       |       |

1. 1 2  Gerangschikt op onderling aantal punten: Tsjechië 4, Wales 1.

|                            |                               |         |                         |                                                                           |
| 16 juni 2023 18.00 (UTC+3) | Litouwen                      | 1 – 2   | Denemarken              | Jonavastadion, Jonava Toeschouwers: 357 Scheidsrechter: Henrik Nalbandyan |
| 16 juni 2023 18.00 (UTC+3) | Kučys 19' Žebrauskas 28', 55' | Verslag | 9' Kjærgaard 11' Hansen | Jonavastadion, Jonava Toeschouwers: 357 Scheidsrechter: Henrik Nalbandyan |

|                            |                                                                |         |                                |                                                                     |
| 20 juni 2023 18.00 (UTC+2) | Denemarken                                                     | 2 – 2   | Wales                          | Vejlestadion, Vejle Toeschouwers: 2.260 Scheidsrechter: Ante Čulina |
| 20 juni 2023 18.00 (UTC+2) | Kjærgaard 39' (pen.) Provstgaard Nielsen 73' Hey 47' Busch 80' | Verslag | 48' (pen.), 60' (pen.) Colwill | Vejlestadion, Vejle Toeschouwers: 2.260 Scheidsrechter: Ante Čulina |

|                                 |                                  |         |                                      |                                                                      |
| 12 september 2023 18.00 (UTC+3) | Litouwen                         | 2 – 3   | Wales                                | Jonavastadion, Jonava Toeschouwers: 267 Scheidsrechter: Rauf Jabarov |
| 12 september 2023 18.00 (UTC+3) | Steponavičius 90+1' Keršys 90+2' | Verslag | 33' Harris 47' Stevens 83' Cotterill | Jonavastadion, Jonava Toeschouwers: 267 Scheidsrechter: Rauf Jabarov |

|                               |                                 |         |             |                                                                           |
| 12 september 2023 16.30 (UTC) | IJsland                         | 2 – 1   | Tsjechië    | Víkingsvöllur, Reykjavik Toeschouwers: 504 Scheidsrechter: Jovan Kačevski |
| 12 september 2023 16.30 (UTC) | Guðjohnsen 44' Baldursson 90+4' | Verslag | 87' Kabongo | Víkingsvöllur, Reykjavik Toeschouwers: 504 Scheidsrechter: Jovan Kačevski |

|                               |                |         |               | |
| 13 oktober 2023 18.00 (UTC+2) | Tsjechië       | 1 – 1   | Wales         | Fotbalový stadion Střelecký ostrov, České Budějovice Toeschouwers: 4.011 Scheidsrechter: Zaven Hovhannisyan |
| 13 oktober 2023 18.00 (UTC+2) | M. Jurásek 38' | Verslag | 90+6' Ashford | Fotbalový stadion Střelecký ostrov, České Budějovice Toeschouwers: 4.011 Scheidsrechter: Zaven Hovhannisyan |

|                               |                   |         |                              |                                                                       |
| 17 oktober 2023 18.00 (UTC+3) | Litouwen          | 0 – 1   | IJsland                      | Jonavastadion, Jonava Toeschouwers: 110 Scheidsrechter: Luis Teixeira |
| 17 oktober 2023 18.00 (UTC+3) | Gasiūnas 61', 70' | Verslag | 67' Jóhannsson 74' Petersson | Jonavastadion, Jonava Toeschouwers: 110 Scheidsrechter: Luis Teixeira |

|                               |                     |         |            | |
| 17 oktober 2023 18.00 (UTC+2) | Tsjechië            | 0 – 0   | Denemarken | Fotbalový stadion Střelecký ostrov, České Budějovice Toeschouwers: 4.263 Scheidsrechter: Jasmin Šabotić |
| 17 oktober 2023 18.00 (UTC+2) | M. Jurásek 14', 38' | Verslag |            | Fotbalový stadion Střelecký ostrov, České Budějovice Toeschouwers: 4.263 Scheidsrechter: Jasmin Šabotić |

|                              |                    |         |         |                                                                        |
| 16 november 2023 18.00 (UTC) | Wales              | 1 – 0   | IJsland | Rodney Parade, Newport Toeschouwers: 742 Scheidsrechter: Antoni Bandić |
| 16 november 2023 18.00 (UTC) | Low 28' Thomas 63' | Verslag |         | Rodney Parade, Newport Toeschouwers: 742 Scheidsrechter: Antoni Bandić |

|                              |               |         |                         |                                                                                 |
| 20 november 2023 18.00 (UTC) | Wales         | 1 – 2   | Denemarken              | Rodney Parade, Newport Toeschouwers: 1.094 Scheidsrechter: José Munuera Montero |
| 20 november 2023 18.00 (UTC) | Ashford 90+4' | Verslag | 5' Bech 89' Provstgaard | Rodney Parade, Newport Toeschouwers: 1.094 Scheidsrechter: José Munuera Montero |

|                           |                        |         |           |                                                                               |
| 22 maart 2024 18.00 (UTC) | Wales                  | 2 – 1   | Litouwen  | Rodney Parade, Newport Toeschouwers: 1.311 Scheidsrechter: Kristoffer Hagenes |
| 22 maart 2024 18.00 (UTC) | Colwill 15' Koumas 76' | Verslag | 11' Burba | Rodney Parade, Newport Toeschouwers: 1.311 Scheidsrechter: Kristoffer Hagenes |

|                             |                                    |         |                    |                                                                                         |
| 26 maart 2024 17.30 (UTC+1) | Tsjechië                           | 4 – 1   | IJsland            | Malšovická aréna, Hradec Králové Toeschouwers: 9.126 Scheidsrechter: Radoslav Gidzjenov |
| 26 maart 2024 17.30 (UTC+1) | Sejk 13' Fila 20', 70' Kabongo 51' | Verslag | 79' (pen.) Ingason | Malšovická aréna, Hradec Králové Toeschouwers: 9.126 Scheidsrechter: Radoslav Gidzjenov |

|                             |                                   |         |          |                                                                          |
| 26 maart 2024 18.00 (UTC+1) | Denemarken                        | 3 – 0   | Litouwen | Vejlestadion, Vejle Toeschouwers: 1.581 Scheidsrechter: Donald Robertson |
| 26 maart 2024 18.00 (UTC+1) | Osula 7' Sørensen 43', 56' (pen.) | Verslag |          | Vejlestadion, Vejle Toeschouwers: 1.581 Scheidsrechter: Donald Robertson |

|                                |              |         |                       |                                                                         |
| 6 september 2024 15.30 (UTC+3) | Litouwen     | 1 – 2   | Tsjechië              | Jonavastadion, Jonava Toeschouwers: 328 Scheidsrechter: Miloš Milanović |
| 6 september 2024 15.30 (UTC+3) | Jansonas 19' | Verslag | 58' Alijagić 87' Sejk | Jonavastadion, Jonava Toeschouwers: 328 Scheidsrechter: Miloš Milanović |

|                              |                                               |         |                            |                                                                                |
| 6 september 2024 15.00 (UTC) | IJsland                                       | 4 – 2   | Denemarken                 | Víkingsvöllur, Reykjavik Toeschouwers: 305 Scheidsrechter: Oleksij Derevinskyj |
| 6 september 2024 15.00 (UTC) | Ingason 28', 73' (pen.), 75' Sigurpálsson 40' | Verslag | 16' Osula 52' Kvistgaarden | Víkingsvöllur, Reykjavik Toeschouwers: 305 Scheidsrechter: Oleksij Derevinskyj |

|                               |                   |         |                    |                                                                            |
| 10 september 2024 15.30 (UTC) | IJsland           | 1 – 2   | Wales              | Víkingsvöllur, Reykjavik Toeschouwers: 265 Scheidsrechter: Miguel Nogueira |
| 10 september 2024 15.30 (UTC) | Borgþórsson 90+3' | Verslag | 47', 72' Cotterill | Víkingsvöllur, Reykjavik Toeschouwers: 265 Scheidsrechter: Miguel Nogueira |

|                                 |                                                                            |         |          |                                                                          |
| 10 september 2024 18.00 (UTC+2) | Denemarken                                                                 | 5 – 0   | Tsjechië | Vejlestadion, Vejle Toeschouwers: 2.595 Scheidsrechter: Alessandro Dudic |
| 10 september 2024 18.00 (UTC+2) | Bøving 28' Biereth 48' Sørensen 54' (pen.) Kristensen 61' Kvistgaarden 87' | Verslag |          | Vejlestadion, Vejle Toeschouwers: 2.595 Scheidsrechter: Alessandro Dudic |

|                             |         |         |                                |                                                                            |
| 10 oktober 2024 15.00 (UTC) | IJsland | 0 – 2   | Litouwen                       | Víkingsvöllur, Reykjavik Toeschouwers: 262 Scheidsrechter: Dumitru Muntean |
| 10 oktober 2024 15.00 (UTC) |         | Verslag | 16' Steponavičius 31' Jansonas | Víkingsvöllur, Reykjavik Toeschouwers: 262 Scheidsrechter: Dumitru Muntean |

|                               |             |         |                           |                                                                           |
| 11 oktober 2024 17.30 (UTC+1) | Wales       | 1 – 2   | Tsjechië                  | Rodney Parade, Newport Toeschouwers: 2.386 Scheidsrechter: Walter Altmann |
| 11 oktober 2024 17.30 (UTC+1) | Hoole 90+4' | Verslag | 27' (e.d.) Baker 50' Sejk | Rodney Parade, Newport Toeschouwers: 2.386 Scheidsrechter: Walter Altmann |

|                               |                                |         |         |                                                                   |
| 15 oktober 2024 18.00 (UTC+2) | Denemarken                     | 2 – 0   | IJsland | Vejlestadion, Vejle Toeschouwers: 3.386 Scheidsrechter: Snir Levy |
| 15 oktober 2024 18.00 (UTC+2) | Chukwuani 32' Kvistgaarden 59' | Verslag |         | Vejlestadion, Vejle Toeschouwers: 3.386 Scheidsrechter: Snir Levy |

|                               |                                |         |          |                                                                                            |
| 15 oktober 2024 18.00 (UTC+2) | Tsjechië                       | 3 – 0   | Litouwen | Malšovická aréna, Hradec Králové Toeschouwers: 8.915 Scheidsrechter: Trustin Farrugia Cann |
| 15 oktober 2024 18.00 (UTC+2) | Daněk 53' Jurásek 55' Sejk 72' | Verslag |          | Malšovická aréna, Hradec Králové Toeschouwers: 8.915 Scheidsrechter: Trustin Farrugia Cann |

### Stand nummers twee
Bij de bepaling van de beste nummers twee uit alle groepen, werden de resultaten tegen de nummers zes niet meegeteld. In totaal werd er dus gekeken naar acht gespeelde wedstrijden in elke groep. De drie beste nummers twee kwalificeren zich direct voor het hoofdtoernooi, terwijl de overige zes landen in de play-offs om kwalificatie spelen.
| Pos | Grp | Team          | Wed | W | G | V | Ptn | DV | DT | +/− | Kwalificatie                     |
| --- | --- | ------------- | --- | - | - | - | --- | -- | -- | --- | -------------------------------- |
| 1   | F   | Oekraïne (Q)  | 8   | 6 | 0 | 2 | 18  | 16 | 7  | +9  | Geplaatst voor het hoofdtoernooi |
| 2   | H   | Frankrijk (Q) | 8   | 5 | 1 | 2 | 16  | 22 | 6  | +16 | Geplaatst voor het hoofdtoernooi |
| 3   | D   | Polen (Q)     | 8   | 5 | 1 | 2 | 16  | 20 | 8  | +12 | Geplaatst voor het hoofdtoernooi |
| 4   | G   | Kroatië       | 8   | 5 | 1 | 2 | 16  | 15 | 14 | +1  | Deelname aan play-offs           |
| 5   | E   | Finland (O)   | 8   | 4 | 2 | 2 | 14  | 12 | 7  | +5  | Deelname aan play-offs           |
| 6   | I   | Tsjechië (O)  | 8   | 4 | 2 | 2 | 14  | 13 | 11 | +2  | Deelname aan play-offs           |
| 7   | A   | Noorwegen     | 8   | 4 | 1 | 3 | 13  | 17 | 11 | +6  | Deelname aan play-offs           |
| 8   | B   | België        | 8   | 4 | 1 | 3 | 13  | 8  | 5  | +3  | Deelname aan play-offs           |
| 9   | C   | Georgië (O)   | 8   | 4 | 1 | 3 | 13  | 10 | 10 | 0   | Deelname aan play-offs           |

## Play-offs
In de play-offs speelden zes landen mee om de laatste drie tickets voor het hoofdtoernooi. De loting voor de play-offs vond op 17 oktober 2024 plaats in Nyon, Zwitserland. De wedstrijden werden op 15 en 19 november 2024 gespeeld.
| Team 1  | Tot.               | Team 2    | 1e wedstr. | 2e wedstr.   |
| ------- | ------------------ | --------- | ---------- | ------------ |
| Finland | 6 – 3              | Noorwegen | 5 – 1      | 1 – 2        |
| België  | 1 – 3              | Tsjechië  | 0 – 2      | 1 – 1        |
| Georgië | 3 – 3 (7 – 6 pen.) | Kroatië   | 1 – 0      | 2 – 3 (n.v.) |

### Wedstrijden
|                                |                                                      |         |             |                                                                               |
| 15 november 2024 19.45 (UTC+2) | Finland                                              | 5 – 1   | Noorwegen   | Tammela Stadion, Tampere Toeschouwers: 5.275 Scheidsrechter: Alessandro Dudic |
| 15 november 2024 19.45 (UTC+2) | Walta 2' Terho 4' Talvitie 79' Skyttä 82' Galvez 86' | Verslag | 42' Arnstad | Tammela Stadion, Tampere Toeschouwers: 5.275 Scheidsrechter: Alessandro Dudic |

|                                |                                 |         |           |                                                                          |
| 19 november 2024 18.30 (UTC+1) | Noorwegen                       | 2 – 1   | Finland   | Vikingstadion, Stavanger Toeschouwers: 1.813 Scheidsrechter: John Brooks |
| 19 november 2024 18.30 (UTC+1) | Jatta 59' Mvuka 81' Broholm 88' | Verslag | 55' Terho | Vikingstadion, Stavanger Toeschouwers: 1.813 Scheidsrechter: John Brooks |

Totaalscore: 6 – 3. Finland won over twee wedstrijden met 6 – 3 en kwalificeerde zich voor het eindtoernooi.
|                                |        |         |                      |                                                                        |
| 15 november 2024 20.00 (UTC+1) | België | 0 – 2   | Tsjechië             | Den Dreef, Leuven Toeschouwers: 1.200 Scheidsrechter: Atilla Karaoğlan |
| 15 november 2024 20.00 (UTC+1) |        | Verslag | 34' Karabec 80' Fila | Den Dreef, Leuven Toeschouwers: 1.200 Scheidsrechter: Atilla Karaoğlan |

|                                |                          |         |               |                                                                                            |
| 19 november 2024 17.30 (UTC+1) | Tsjechië                 | 1 – 1   | België        | Malšovická aréna, Hradec Králové Toeschouwers: 9.019 Scheidsrechter: Manfredas Lukjančukas |
| 19 november 2024 17.30 (UTC+1) | Van Den Bosch 79' (e.d.) | Verslag | 51' Steuckers | Malšovická aréna, Hradec Králové Toeschouwers: 9.019 Scheidsrechter: Manfredas Lukjančukas |

Totaalscore: 1 – 3. Tsjechië won over twee wedstrijden met 3 – 1 en kwalificeerde zich voor het eindtoernooi.
|                                |                 |         |             |                                                                                  |
| 15 november 2024 19.00 (UTC+4) | Georgië         | 1 – 0   | Kroatië     | Micheil Meschistadion, Tbilisi Toeschouwers: 9.372 Scheidsrechter: Adam Ladebäck |
| 15 november 2024 19.00 (UTC+4) | Soldo 4' (e.d.) | Verslag | 61' Čavlina | Micheil Meschistadion, Tbilisi Toeschouwers: 9.372 Scheidsrechter: Adam Ladebäck |

|                                |                                                             |              |                                                                                           |                                                                           |
| 19 november 2024 19.00 (UTC+1) | Kroatië                                                     | 3 – 2 (n.v.) | Georgië                                                                                   | Stadion Rujevica, Rijeka Toeschouwers: 2.575 Scheidsrechter: Simone Sozza |
| 19 november 2024 19.00 (UTC+1) | Beljo 10', 63' (pen.) Šotiček 90+1'                         | Verslag      | 28' Gagnidze 78' Lominadze                                                                | Stadion Rujevica, Rijeka Toeschouwers: 2.575 Scheidsrechter: Simone Sozza |
| 19 november 2024 19.00 (UTC+1) | Strafschoppen                                               |              |                                                                                           | Stadion Rujevica, Rijeka Toeschouwers: 2.575 Scheidsrechter: Simone Sozza |
| 19 november 2024 19.00 (UTC+1) | Vidović Frigan Stojković Vušković Hodža Biuk Šotiček Badelj | 6 – 7        | Azarovi Kvernadze Aboeasjvili Lominadze Mamagesjvili Latsabidze Oegrekhelidze Chvadagiani | Stadion Rujevica, Rijeka Toeschouwers: 2.575 Scheidsrechter: Simone Sozza |

Totaalscore: 3 – 3. Georgië won met 7 – 6 na strafschoppen en kwalificeerde zich voor het eindtoernooi.

## Doelpuntenmakers
8 doelpunten
- Fábio Silva

7 doelpunten
- Harvey Elliott
- Otso Liimatta
- Noah Ohio
- Kristian Arnstad

6 doelpunten
- Youssoufa Moukoko
- Noni Madueke
- Francesco Pio Esposito
- Marin Ljubičić
- Andreas Schjelderup
- Tio Cipot
- Samuel Omorodion
- Erencan Yardımcı

5 doelpunten
- Karim Adeyemi
- James McAtee
- Rocco Vata
- Dion Drena Beljo
- Million Manhoef
- Filip Szymczak
- Louis Munteanu
- Mateo Joseph

4 doelpunten
- Adrion Pajaziti
- Kazeem Olaigbe
- Nikola Iliev
- Georgi Nikolov
- Nicolò Tresoldi
- Nick Woltemade
- Jørgen Nielsen
- Casper Terho
- Rayan Cherki
- Arnaud Kalimuendo
- Christos Tzolis
- Sinclair Armstrong
- Kristall Máni Ingason
- Tommaso Baldanzi
- Wilfried Gnonto
- Andrea Zammit
- Vlad Răileanu
- Nazar Volosjyn
- Paulo Bernardo
- Václav Sejk
- Jusef Erabi
- Fabian Rieder

3 doelpunten
- Stiven Shpendi
- Giannis Satsias
- Mathias Kvistgaarden
- Oliver Sørensen
- Jaden Philogene
- Gutti Dahl-Olsen
- Naatan Skyttä
- Maghnes Akliouche
- Nodar Lominadze
- Otar Mamageisjvili
- Georgios Koutsias
- Andrew Moran
- Armstrong Oko-Flex
- Ajbar Abdoella
- Ardit Tahiri
- Veldin Hodža
- Leon Elshan
- Emanuel Emegha
- Ruben van Bommel
- Charlie Allen
- Isak Hansen-Aarøen
- Jakub Kałuziński
- Michał Rakoczy
- Henrique Araújo
- Francisco Conceição
- Rodrigo Gomes
- Pedro Santos
- Constantin Grameni
- Rareș Ilie
- Kieron Bowie
- Vladimir Lučić
- Beñat Turrientes
- Daniel Fila
- Cihan Çanak
- Bartuğ Elmaz
- Rubin Colwill
- Joel Cotterill
- Oscar Vilhelmsson
- Alvyn Sanches

2 doelpunten
- Medon Berisha
- Albert Rosas
- Arne Engels
- Lucas Stassin
- Jarne Steuckers
- Admir Bristrić
- Marin Petkov
- Martin Sorakov
- Maurits Kjærgaard
- William Osula
- Oliver Provstgaard
- Maximilian Beier
- Ansgar Knauff
- Eric Martel
- Rocco Reitz
- Merlin Röhl
- Charlie Cresswell
- Liam Delap
- Callum Doyle
- Samuel Iling-Junior
- Morgan Rogers
- Aleksandr Šapovalov
- Olaf Bárðarson
- Oiva Jukkola
- Topi Keskinen
- Juho Talvitie
- Bradley Barcola
- Hugo Ekitike
- Mathys Tel
- Vasilios Gordeziani
- Giorgi Kvernadze
- Dylan Borge
- Vasilios Sourlis
- Dominik Kocsis
- Mátyás Kovács
- András Németh
- Aidomo Emakhu
- Sean Roughan
- Cesare Casadei
- Giovanni Fabbian
- Galymzjan Kenjebek
- Ivan Sviridov
- Yan Troefanov
- Adilbek Zjoemachanov
- Milot Avdyli
- Bleron Krasniqi
- Bruno Melnis
- Lūkass Vapne
- Romualdas Jansonas
- Faustas Steponavičius
- Bjorn Meijer
- Youri Regeer
- Devyne Rensch
- Kenneth Taylor
- Ciaran McGuckin
- Joel Mvuka
- Lasse Selvåg Nordås
- Ihor Krasnopir
- Illja Kvasnytsja
- Oleh Otsjeretko
- Thierno Ballo
- Paul-Friedrich Koller
- Simon Seidl
- Mariusz Fornalczyk
- Dominik Marczuk
- Ariel Mosór
- Tomasz Pieńko
- Mateus Fernandes
- Carlos Forbs
- Matei Ilie
- Ianis Stoica
- Mihajlo Ilić
- Stefan Mitrović
- Lyall Cameron
- Lennon Miller
- Jeremiah Mullen
- Diego López
- Pablo Torre
- Gabri Veiga
- Matěj Jurásek
- Christophe Kabongo
- Enis Destan
- Cian Ashford
- Maksim Kasarab
- Hugo Bolin
- Matteo Pérez Vinlöf
- Williot Swedberg
- Valmir Matoshi
- Nikolas Muci
- Franck Surdez
- Lars Villiger

1 doelpunt
- Arlind Rexhepi
- Cristian Shpendi
- Aron Rodrigo
- Gerard Solà
- Levon Bashoyan
- Gevorg Tarakhchyan
- Nariman Akhundzade
- Ramin Nasirli
- Agadadas Salyanskiy
- Jorthy Mokio
- Killian Sardella
- Youssuf Sylla
- Romeo Vermant
- Muhamed Buljubašić
- Enver Kulašin
- Franko Sabljić
- Asen Mitkov
- Roberto Raichev
- Stanislav Sjopov
- Emil Tsenov
- Stavros Gavriel
- Nikolas Koutsakos
- Georgios Okkas
- Tobias Bech
- Mika Biereth
- William Bøving
- Tochi Chukwuani
- Mads Hansen
- Thomas Kristensen
- Bright Arrey-Mbi
- Brajan Gruda
- Colin Kleine-Bekel
- Tim Lemperle
- Max Rosenfelder
- Paul Wanner
- Elliot Anderson
- Jamie Bynoe-Gittens
- Archie Gray
- Tyler Morton
- Cole Palmer
- Jonathan Rowe
- Dane Scarlett
- Omari Hutchinson
- Danil Kuraksin
- Tristan Toomas Teeväli
- Veton Tusha
- Taaniel Usta
- Tony Varjund
- Robert Veering
- Noah Mneney
- Beinir Nolsøe
- Tomas Galvez
- Ville Koski
- Kai Meriluoto
- Tony Miettinen
- Matti Peltola
- Leo Walta
- Miska Ylitolva
- Désiré Doué
- Sékou Mara
- Chrislain Matsima
- Tanguy Nianzou
- Giorgi Aboeasjvili
- Luka Gagnidze
- Jadoeli Iobasjvili
- Saba Mamatasjvili
- Lasha Odisharia
- Tayler Carrington
- Theofanis Bakoulas
- Ilias Kostis
- Charalampos Kostoulas
- Christos Kourfalidis
- Giannis Niarchos
- Michalis Panagidis
- Nikos Zouglis
- Ágoston Bényei
- András Eördögh
- Zsombor Gruber
- Zalán Kerezsi
- Márk Kosznovszky
- Barnabás Kovács
- Sam Curtis
- Zak Gilsenan
- Killian Phillips
- Andri Baldursson
- Óskar Borgþórsson
- Andri Guðjohnsen
- Davíð Snær Jóhannsson
- Ari Sigurpálsson
- Ran Binyamin
- Elad Madmon
- Stav Nahmani
- Niv Yehoshua
- Adi Yona
- Alessandro Bianco
- Edoardo Bove
- Daniele Ghilardi
- Fabio Miretti
- Marco Nasti
- Lorenzo Pirola
- Antonio Raimondo
- Cristian Volpato
- Danil Ankoedinov
- Damir Kasaboelat
- Andi Hoti
- Arian Llugiqi
- Veton Tusha
- Martin Baturina
- Domagoj Bukvić
- Franjo Ivanović
- Lukas Kačavenda
- Marin Šotiček
- Roko Šimić
- Luka Sučić
- Luka Vušković
- Kaspars Anmanis
- Roberts Meļķis
- Ivans Patrikejevs
- Dario Šits
- Oskars Vientiess
- Motiejus Burba
- Kristupas Keršys
- Armandas Kučys
- Rayan Berberi
- Miguel Fernandes Gonçalves
- James Alves Rodrigues
- Ion Borș
- Mihai Lupan
- Serghei Mișcov
- Vasilije Adžić
- Viktor Đukanović
- Marko Franeta
- Nikola Janjić
- Balša Mrvaljević
- Dejan Perović
- Balša Tošković
- Isaac Babadi
- Sontje Hansen
- Dirk Proper
- Myron van Brederode
- Rav van den Berg
- Justin Devenny
- Craig Farquhar
- Patrick Kelly
- JJ McKiernan
- Luan Abazi
- Fiton Ademi
- Behar Feta
- Fisnik Isaki
- Bekim Kamberi
- Vane Krstevski
- Ivan Nikolov
- Luka Stankovski
- Thelo Aasgaard
- Oscar Bobb
- Marius Broholm
- Eskil Edh
- Sindre Walle Egeli
- Tobias Fjeld Gulliksen
- Daniel Karlsbakk
- Sivert Mannsverk
- Halvor Rødølen Opsahl
- Robin Østrøm
- Arseni Batagov
- Maksym Braharoe
- Volodymyr Brazjko
- Valentyn Roebtsjynsky
- Vitali Roman
- Vladyslav Vanat
- Bohdan Vjoennyk
- Jehor Jarmoljoek
- Oleksandr Jatsyk
- Taras Mychavko
- Noah Bischof
- Tobias Hedl
- Leopold Querfeld
- David Riegler
- Miłosz Matysik
- Maksymilian Pingot
- Kajetan Szmyt
- Szymon Włodarczyk
- Nicola Zalewski
- Gabriel Costa Brás
- Youssef Chermiti
- João Marques
- Tiago Tomás
- Renato Veiga
- Ümit Akdağ
- Ștefan Baiaram
- Andrei Borza
- Marian Danciu
- Cristian Mihai
- Octavian Popescu
- Mihnea Rădulescu
- Cătălin Vulturar
- Mattia Ciacci
- Tommy Conway
- Ben Doak
- Josh Doig
- Lewis Fiorini
- Alex Lowry
- Adedire Mebude
- Josh Mulligan
- Dane Murray
- Lewis Neilson
- Milan Aleksić
- Samed Baždar
- Vukašin Đurđević
- Jovan Mijatović
- Miloš Pantović
- Petar Ratkov
- Tjaš Begić
- David Flakus Bosilj
- Nejc Gradišar
- Jošt Pišek
- Svit Sešlar
- Adrian Zeljković
- Ilias Akhomach
- Roberto Fernández
- Dean Huijsen
- Fermín López
- Carlos Martín
- Robert Navarro
- Peque
- Fran Pérez
- Denis Alijagić
- Kryštof Daněk
- Adam Karabec
- Ali Akman
- Livan Burcu
- Burak İnce
- Semih Kılıçsoy
- Emir Ortakaya
- Poyraz Efe Yıldırım
- Kenan Yıldız
- Luke Harris
- Luca Hoole
- Lewis Koumas
- Joe Low
- Fin Stevens
- Gleb Jakoesjevitsj
- Timofej Martynov
- Gleb Rovdo
- Kirill Zinovitsj
- Yasin Ayari
- Lucas Bergvall
- Omar Faraj
- Emin Hasić
- Jacob Ondrejka
- Joakim Persson
- Tim Prica
- Otto Rosengren
- Daniel Svensson
- Casper Widell
- Aurèle Amenda
- Daniel Dos Santos Correia
- Bradley Fink
- Albian Hajdari
- Luca Jaquez
- Aaron Keller

2 eigen doelpunten
- Giacomo Matteoni (tegen Ierland en Italië)

1 eigen doelpunt
- Eric Izquierdo (tegen Kroatië)
- Aventis Aventisian (tegen Albanié)
- Cəlal Hüseynov (tegen Engeland)
- Rustam Samigullin (tegen Noord-Ierland)
- Zeno Van Den Bosch (tegen Tsjechië)
- Evagoras Antoniou (tegen Frankrijk)
- Stefanos Kittos (tegen Oostenrijk)
- Nikolas Koutsakos (tegen Slovenië)
- Robert Veering (tegen Bulgarije)
- Dario Naamo (tegen Montenegro)
- James Caetano (tegen Zweden)
- Marko Soldo (tegen Georgië)
- Yohann Torres (tegen Azerbeidzjan)
- Matthew Ellul (tegen Schotland)
- Sontje Hansen (tegen Zweden)
- Giacomo Benvenuti (tegen Ierland)
- Luka Subotić (tegen Engeland)
- Matt Baker (tegen Tsjechië)
- Oliver Dovin (tegen Georgië)
- Noah Eile (tegen Nederland)